# Camp de concentration de Natzweiler-Struthof
 (janvier 2025).
Ne doit pas être confondu avec Camp de concentration du Stutthof.
Le Konzentrationslager (KL) Natzweiler, plus connu en France sous le nom de camp du Struthof ou camp de concentration de Natzweiler-Struthof, est un camp de concentration nazi implanté en 1941 sur le territoire de l'Alsace annexée par l'Allemagne nazie.
En septembre 1940, les nazis découvrent, sur le mont Louise, à proximité du village de Natzwiller, germanisé en Natzweiler, un filon de granit rose. En mars 1941, Himmler ordonne d'implanter sur le site un camp de concentration pour exploiter la roche au profit du Reich.
Entre 1941 et 1945, environ 50 000 prisonniers sont enregistrés au camp principal et/ou dans son réseau de camps annexes. Trente-deux nationalités y sont représentées. Pour le camp principal, les détenus sont majoritairement des opposants politiques ou des résistants. Pour les camps annexes, ce sont essentiellement des travailleurs forcés raflés dans les pays de l'Est de l'Europe, dont  17 % sont juifs.
Le KL Natzweiler est le seul camp de concentration établi par les nazis sur le territoire français. Des expériences médicales y sont réalisées sur des détenus du camp principal. En 1942, il devient un lieu d'exécution pour les condamnations à mort prononcées par les tribunaux nazis d'Alsace-Moselle et du Bade-Wurtemberg. À la fin de l'année, il commence à développer un réseau de camps annexes. En 1943, Natzweiler est désigné comme camp de regroupement de tous les détenus masculins, victimes du décret Nuit et brouillard, détenus dits « NN » (en allemand : Nacht und Nebel).
Fait unique dans l'histoire concentrationnaire, Natzweiler est le seul KL qui continue à fonctionner, via ses camps annexes, après l'évacuation du camp principal. On estime à 17 000 le nombre de morts dans le camp et dans son réseau de camps annexes,. C'est le premier camp de concentration découvert par les Américains le 25 novembre 1944 (sur l'autre front, à l'est, Majdanek fut le premier camp de la mort découvert par les Soviétiques le 24 juillet 1944).

## Un camp de concentration nazi en Alsace
C'est au cours d'un voyage d'observation qu'Albert Speer, architecte et ministre du Reich, note la présence dans la région de granite rose. La décision fut alors prise d'y installer un camp visant à son extraction par les déportés. C'est le géologue SS-Obersturmbannführer (lieutenant-colonel) Karl Blumberg qui trouve le meilleur site pour l'extraction du granite et qui détermine l'emplacement du futur camp. Il se trouve au lieu-dit Le Struthof, un écart de la commune de Natzwiller.
Le camp est officiellement ouvert le 1er mai 1941. Il est classé « Camp de niveau II » (Lagerstufe II),. Les 21 et 22 mai, deux convois de 150 détenus chacun, en provenance du KL Sachsenhausen, arrivent sur site. Logés dans les dépendances de l'hôtel du Struthof, ils vont travailler à la construction du camp et des routes d'accès.
À la fin de l’année, 539 détenus sont immatriculés à Natzweiler, venus de Sachsenhausen, Dachau et Buchenwald. Dans leur majorité, il s'agit d'Allemands (ou assimilés) déportés de droit commun, politiques et asociaux. Natzweiler n'est encore qu'un « camp fermé » (geschlossenes Lager) et ne peut recevoir d’autres détenus que ceux déjà internés dans un autre camp.
Le 15 août 1942, Natzweiler devient un « camp d'affectation » (Einweisungslager): les détenus peuvent lui être directement affectés par les services de police nazis. Les effectifs commencent à croître et un premier camp annexe ouvre à Obernai le 15 décembre.
En 1943, les immatriculations quadruplent (4 089) et la construction du camp est achevée en octobre. Toute l’Europe y est présente. Polonais et Soviétiques forment désormais 35 % de l’ensemble des détenus. La part des Allemands et assimilés régresse (22 %) tandis que la part des détenus d’Europe occidentale augmente : Français, Norvégiens, Néerlandais. Les détenus politiques sont devenus largement majoritaires.
L'année 1944 connaît une forte envolée du nombre d'immatriculations : du 1er janvier au 31 août 1944, 23 199 arrivées sont enregistrées, et le KL reçoit désormais des convois de femmes dans ses camps annexes.
L'Opération Wüste (de) (Opération désert) entraîne la création de sept camps extérieurs et de dix sites de production installés le long de la ligne de chemin de fer Tübingen-Rottweil, parmi lesquels Erzingen (de), Schömberg et Schörzingen (de), consacrés notamment à l'extraction de schiste bitumineux . Natzweiler devient avant tout un sas de passage et de tri avant une affectation dans un de ses camps annexes. De fait, la grande majorité des détenus alors immatriculés par le sigle administratif « KL-Na » ne connaissent pas le camp-souche. Au 2 septembre 1944, sur les 23 199 immatriculations enregistrées depuis le mois de janvier de la même année, 18 151 juifs — dont 2 398 femmes — sont détenus dans un camp extérieur et on peut estimer à 35 000 ceux qui ne sont jamais passés par le camp principal.
Alors qu'il était initialement prévu pour recevoir un total de 3 000 prisonniers, le camp-souche du KL en compte environ 6 000 en 1944. Natzwiller se trouve alors au centre d'un complexe comprenant environ 30 kommandos, auxquels s'ajoutent 20 autres camps annexes après septembre 1944, répartis en Alsace, en Moselle, et surtout en Allemagne.
Fin août 1944, devant l'avancée des forces alliées, l'Office central SS pour l'économie et l'administration (WVHA) décide d'évacuer le camp principal. Le 1er septembre, le commandant du camp, Friedrich Hartjenstein rédige l'ordre d'évacuation. Elle débute le 4 septembre et s'achève le 22 novembre. Dans le même temps, les camps annexes de la rive gauche du Rhin sont également évacués. La majorité des détenus est transférée à Dachau.
L'administration SS s'installe à Guttenbach, Binau et Neunkirchen. Les kommandos de Natzweiler situés à l'est du Rhin continuent de fonctionner, toujours sous la dénomination de KL Natzweiler et à recevoir de nombreux déportés jusqu'à l'évacuation des derniers camps annexes.
Le 25 novembre 1944, une patrouille de la 3e division d'infanterie américaine pénètre dans un KL totalement vidé de ses occupants.

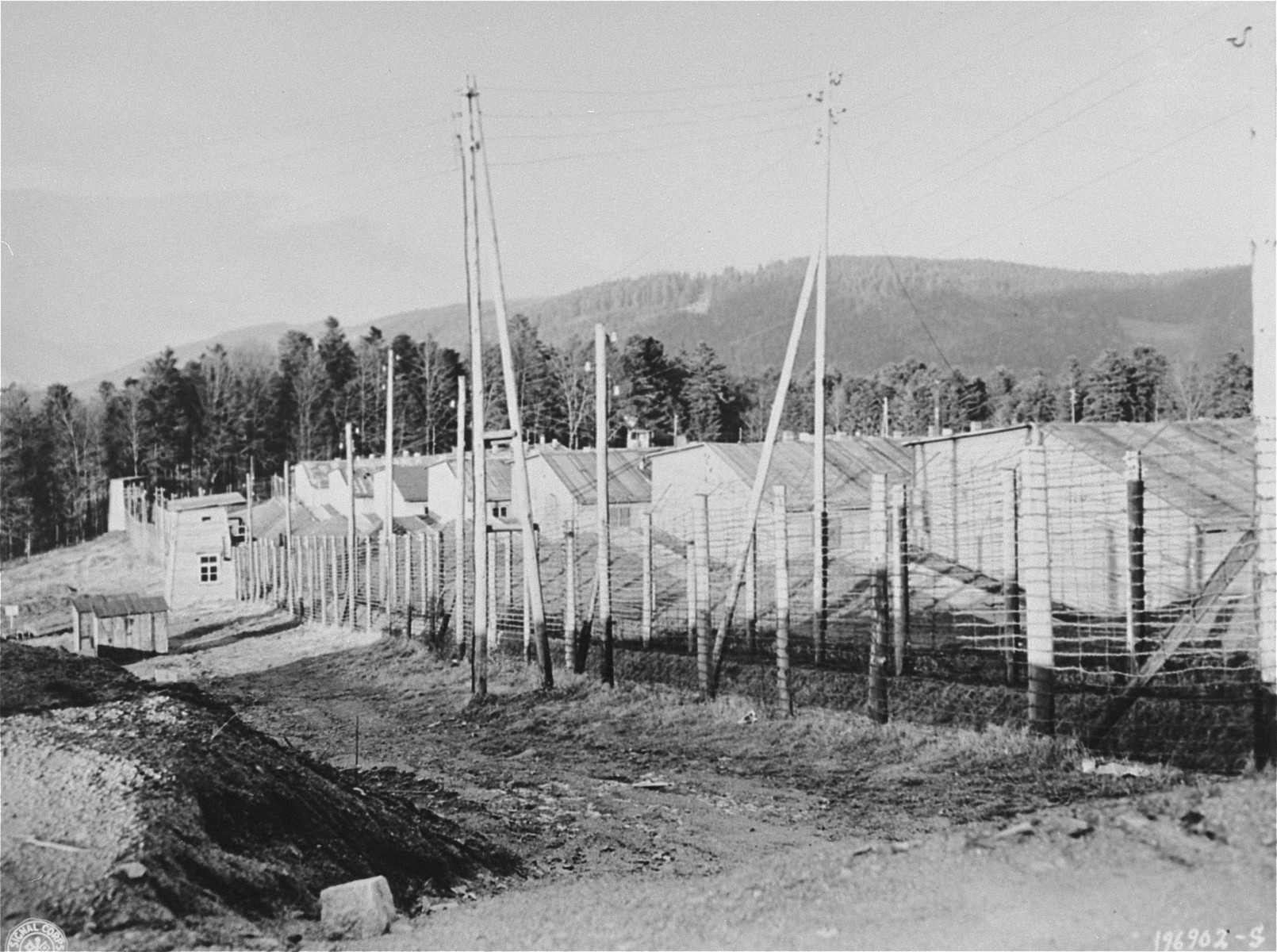
Vue du camp après sa découverte en 1944.
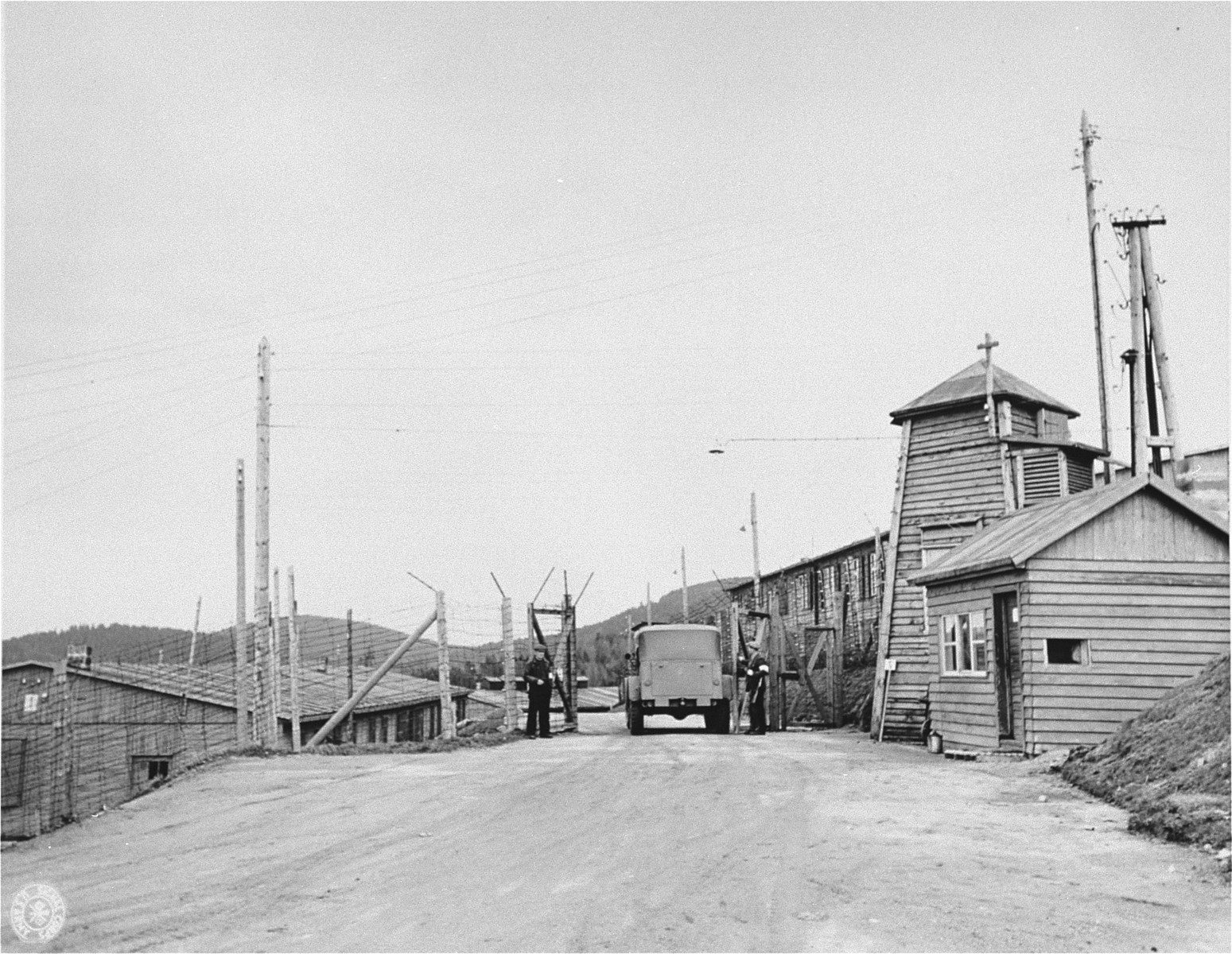
L'entrée du camp en décembre 1944.
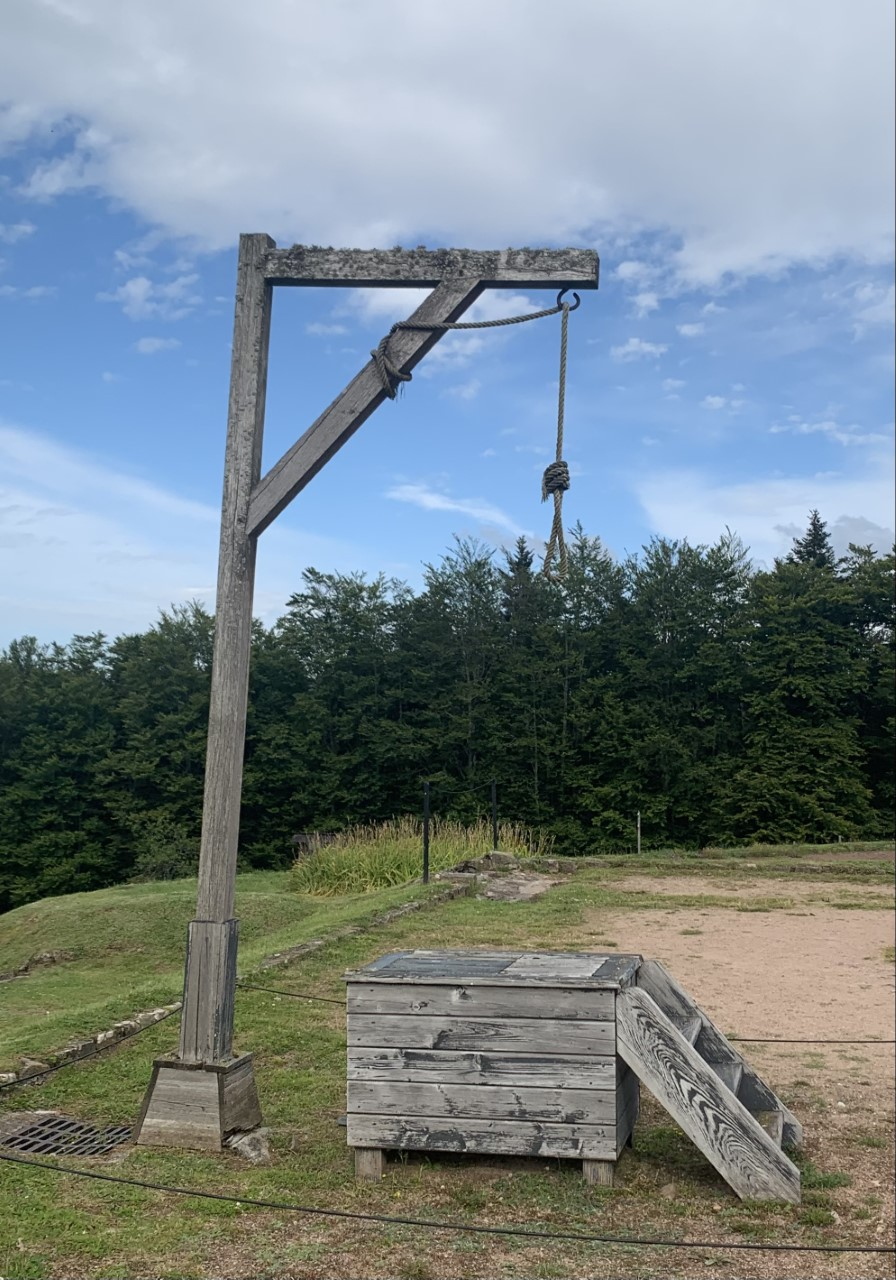
Potence destinée aux exécutions.

## La carrière de granite rose

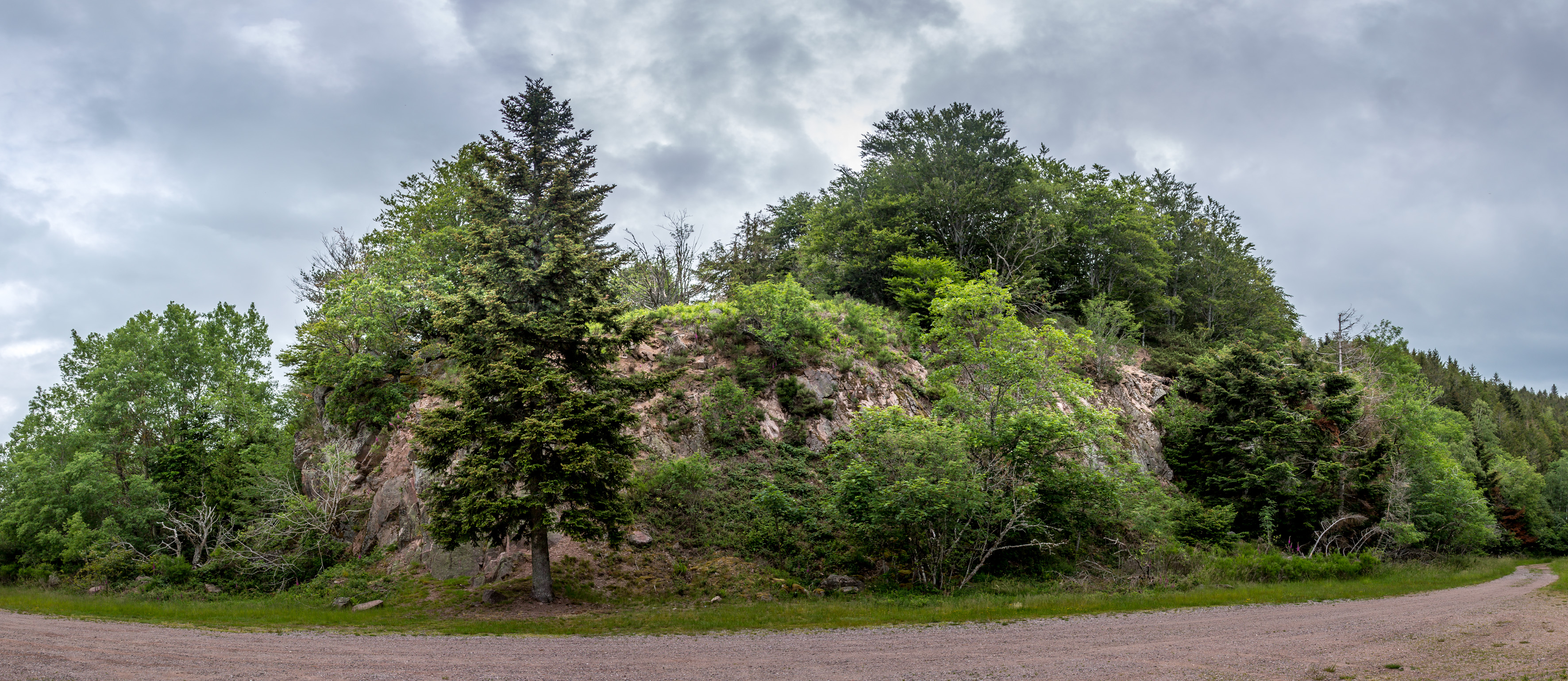
Une partie de l'ancienne carrière en 2020.

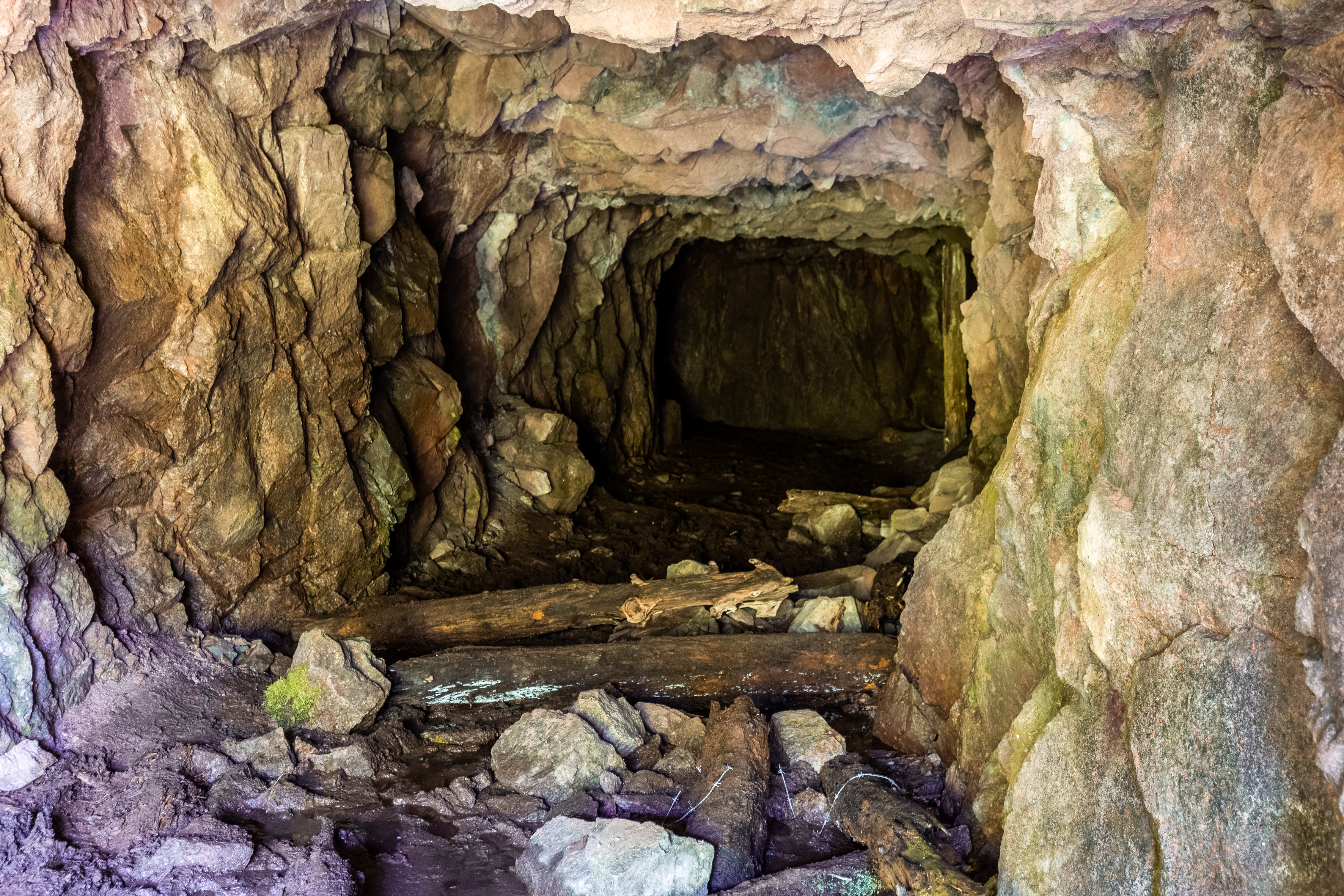
Intérieur de l'un des trois tunnels de la carrière.

La carrière se situe à environ 800 mètres du camp. Elle est exploitée par la Deutsche Erd- und Steinwerke GmbH (DEST). L'extraction du granite débute véritablement avec l'arrivée, le 14 mars 1942, de 401 détenus en provenance du KL Buchenwald. Jusqu'à 1 400 déportés vont travailler à l'extraction du granite. Le travail est particulièrement dur et souvent meurtrier. Hans Stein, déporté à Natzweiler le 23 mai 1941, témoigne :

« C'était un travail particulièrement pénible car nous devions détacher le granite à l'aide d'outils manipulés à la main. Nous devions travailler sans interruption, quelles que soient les intempéries sous la surveillance de SS et de kapos. Afin de nous interdire tout repos, il y avait des W.C. ambulants montés sur des roues en fer, qui se trouvaient toujours à proximité des travailleurs. J'ai pu constater, notamment en été, que les internés tombaient, frappés à mort par suite d'insolation. On devait travailler de 6 heures du matin à 7 heures du soir avec une pause de 3/4 d'heure à midi pour que nous puissions déjeuner. La nourriture nous était apportée sur place. [...] Les heures de travail étaient les mêmes durant l'hiver, la carrière étant éclairée par des projecteurs. »

En 1942, la dégradation de la situation militaire de l'Allemagne va amener un profond changement dans la mission des KL. Le 30 avril, le chef du WVHA, Oswald Pohl rédige une note à Himmler dans laquelle il précise :

« La guerre a apporté des changements structuraux visibles dans les camps de concentration, et a radicalement modifié leurs tâches, en ce qui concerne l'utilisation des détenus. La détention pour les seuls motifs de sécurité, éducatifs ou préventifs, ne se trouve plus au premier plan. Le centre de gravité s'est déplacé vers le côté économique. »

Natzweiler, comme les autres KL, est directement affecté par ce changement de cap. En 1943, l'exploitation du granite ralentit. Un ensemble de quatorze baraques est construit sur le site de la carrière. À l'intérieur les déportés travaillent au démontage de moteurs d'avions abattus ou tombés en panne, au profit de l'avionneur Junkers dont une succursale est installée à Strasbourg. À partir de 1944, des déportés creusent trois tunnels dans la carrière. Ils doivent, à terme, se réunir pour former une galerie capable d'accueillir des ateliers mécaniques à l'abri des bombardements. L‘évacuation du camp en septembre empêche l'aboutissement du projet.

## Les camps annexes

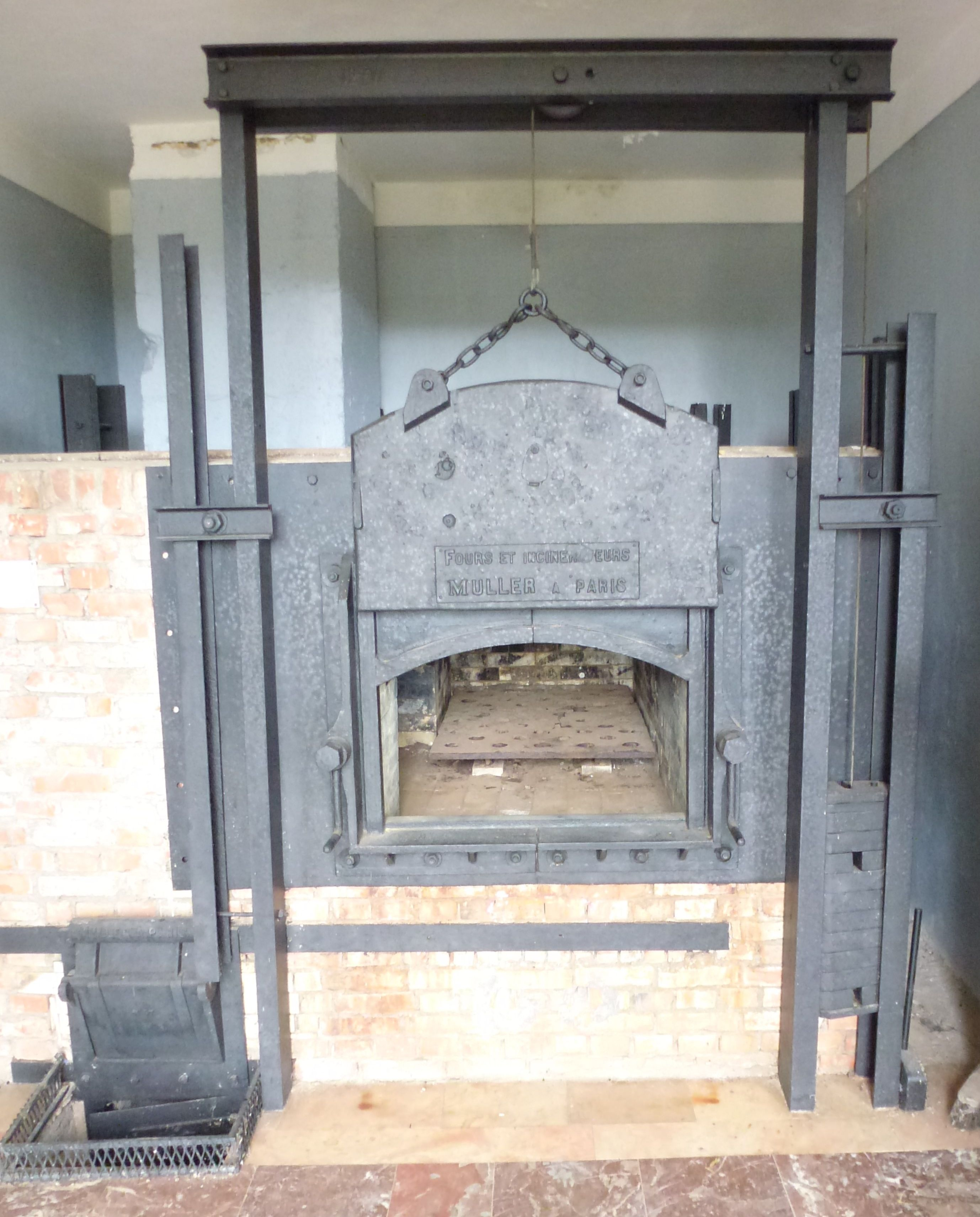
Le four crématoire du camp annexe de Thil.

De nombreux camps de travail annexes dépendaient du KL-Natzweiler-Struthof. Ils étaient situés tant en Alsace et Moselle annexées qu'en Allemagne.

À noter parmi ces camps annexes, celui de Thil en Meurthe-et-Moselle, qui a la particularité d'avoir été le seul camp de tout le système concentrationnaire nazi à avoir été installé en territoire français non annexé. Il était également le seul camp annexe doté d'un four crématoire, récupéré par les nazis dans une usine d'équarrissage.
En août 1944, il y avait près de 7 000 prisonniers au camp-souche et plus de 20 000 dans ces camps annexes. Les effectifs de certains de ces camps annexes dépassaient parfois ceux du camp-souche.
Les camps situés sur la rive gauche du Rhin sont évacués entre septembre et novembre 1944, en même temps que le camp souche. Ceux de la rive droite le sont en mars-avril 1945.
Le camp de Vaihingen, libéré par l'Armée française le 7 avril 1945, est le seul de ces camps à avoir été libéré avant qu'il ne soit totalement évacué.

## Les détenus
Les détenus sont arrêtés pour des motifs divers. Les premiers déportés du camp sont essentiellement allemands, détenus de droit commun, « asociaux », Tsiganes ou politiques. À partir de 1942, parmi les déportés on trouve des Soviétiques, parfois prisonniers de guerre, des Polonais et quelques déportés originaires des territoires annexés par le IIIe Reich : Tchèques, Alsaciens, Lorrains. En 1943, arrivent en grand nombre des luxembourgeois, puis des Résistants de différentes nationalités, venant de divers camps de concentration ou prisons en Europe : Belges, Néerlandais, Norvégiens et Français. Parmi ces derniers, de nombreux militaires, notamment membres de l'Armée secrète et de l'Organisation de résistance de l'armée, sont aussi déportés au camp de Natzweiler. Les résistants alsaciens et mosellans, tels ceux de La Main Noire de Marcel Weinum, sont eux, principalement internés au camp de sûreté de Vorbruck-Schirmeck. En juin 1943, le premier convoi de détenus Nacht und Nebel arrive au camp.
Sur les 52 000 déportés enregistrés au camp, environ 25 000 sont de nationalité polonaise ou soviétique, soit près de 50 % du total des effectifs.
Plus de 7 000 Français ont été déportés au KL Natzweiler.
Les juifs (déportés pour raisons raciales ou faits de résistance) représentent 11 % du nombre total des détenus de Natzweiler. La plupart d'entre eux, originaires de Hongrie et de Pologne, arrivent à partir de 1944 au camp et sont affectés dans des camps annexes.
Les conditions inhumaines de travail et de détention, la malnutrition, les sévices des kapos et des SS, ainsi que les nombreuses exécutions par balle ou pendaison, ont provoqué la mort de milliers de détenus. L'évacuation des derniers kommandos du KL-Natzweiler, lors des marches de la mort, a coûté la vie à environ 5 000 déportés.

## Les déportés «Nacht und Nebel» (NN)

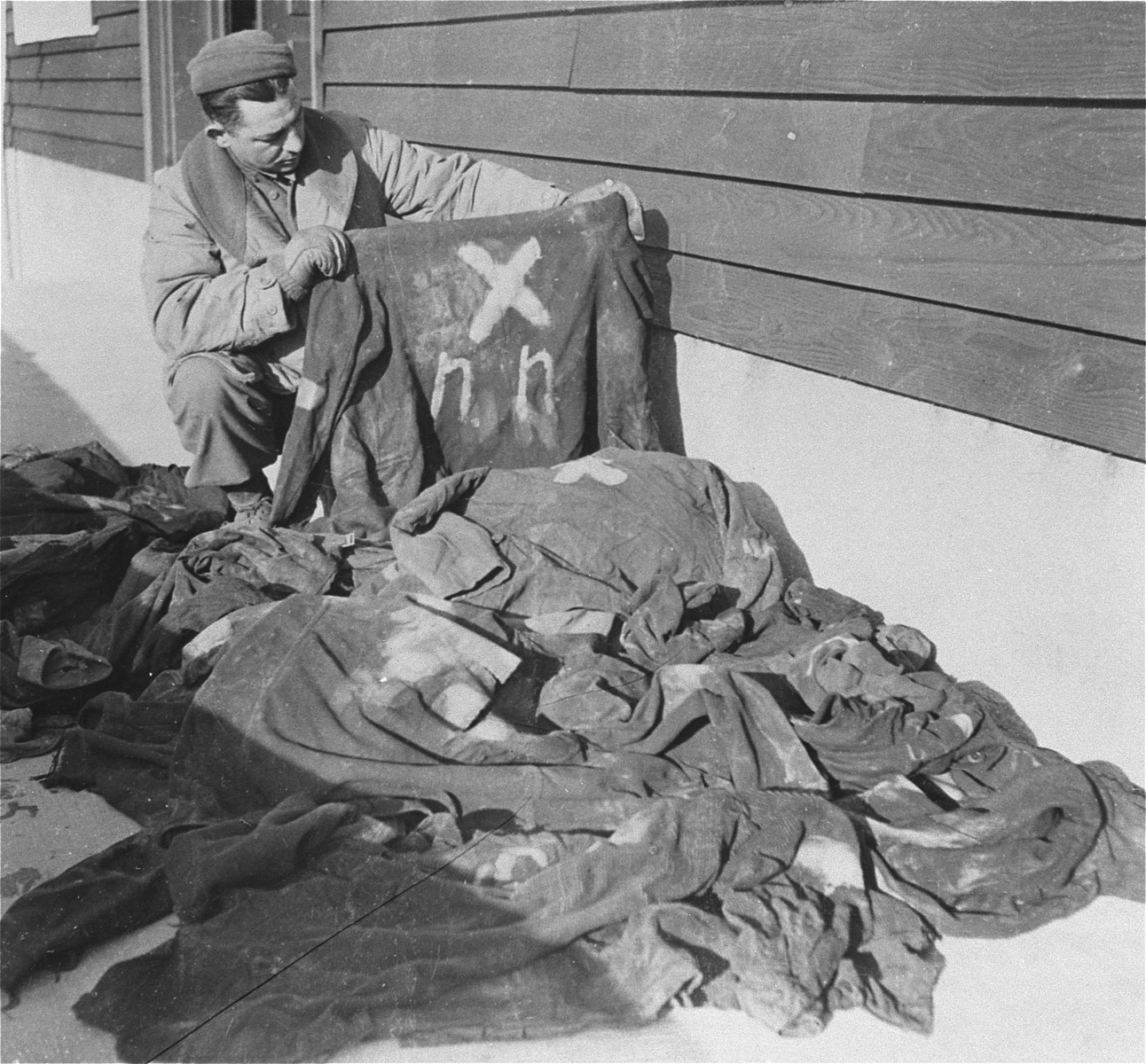
Soldat américain examinant des tenues de déportés NN. Décembre 1944

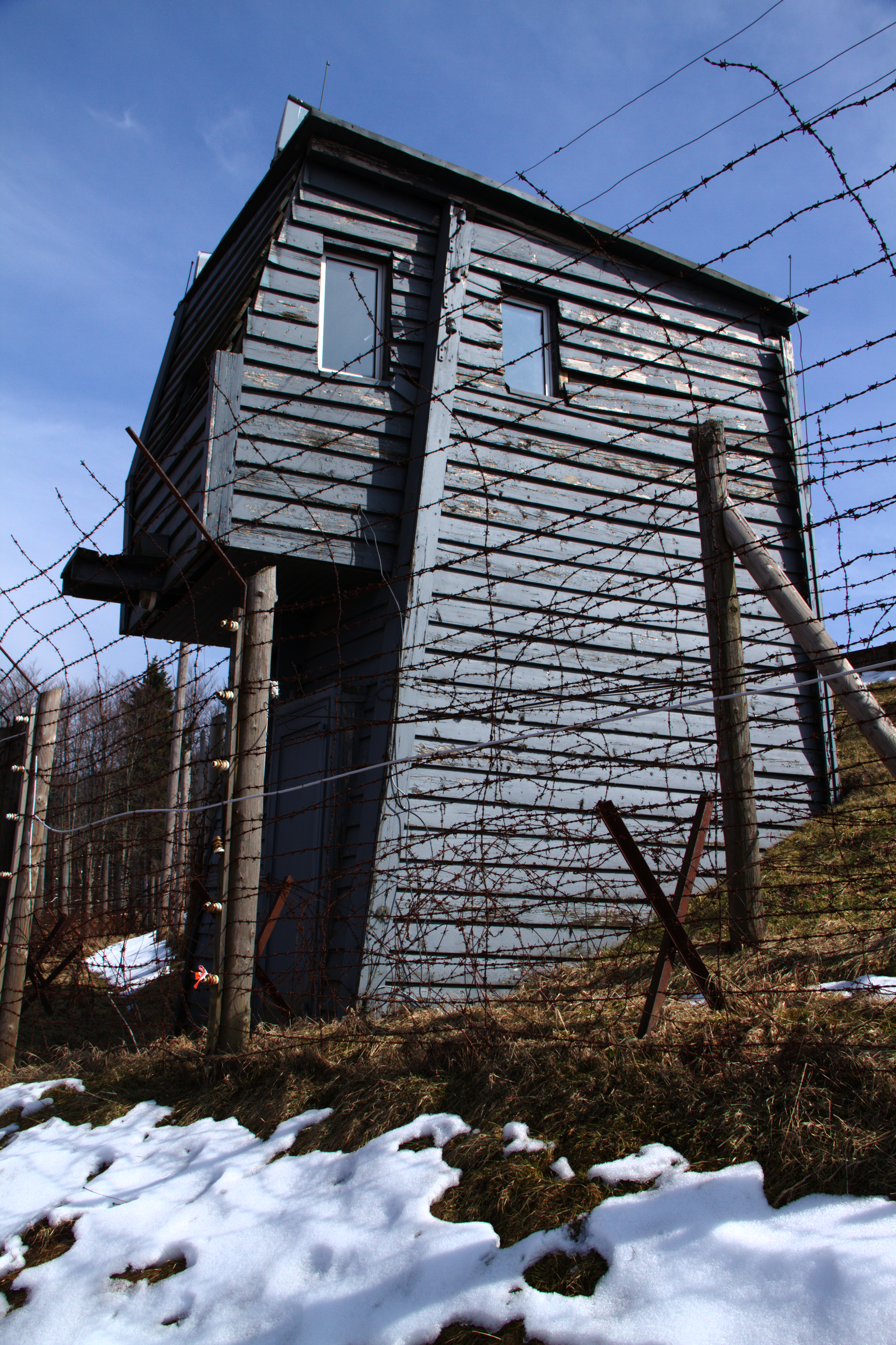
Un mirador de surveillance.

« Nacht und Nebel » (NN) signifie nuit et brouillard en allemand et suit le décret Keitel de 1941.
La date d'arrivée des premiers détenus Nacht und Nebel à Natzweiler n'est pas connue. Cependant, les archives indiquent qu'il y avait déjà des NN dans le camp en mars 1943. Le 29, Kramer admoneste le responsable du service postal pour ne pas avoir respecté les règles de secret à appliquer au courrier adressé aux détenus visés par le décret Keitel.
Le 7 juin 1943, le département D (camps de concentration) du WVHA adresse un message à tous les commandants de KL ordonnant que tous les détenus NN d'origine germanique soient transférés à Natzweiler. Cet ordre introduit une notion raciale dans le décret Keitel. Il indique : « Les commandants des KL dans lesquels il y a déjà des prisonniers NN doivent ordonner immédiatement que les prisonniers soient examinés selon les points de vue raciaux et que les détenus NN germaniques soient transférés au KL Natzweiler. Le commandant du KL Natzweiler doit veiller à ce que les détenus NN soient séparés des autres détenus. » L'ordre est rapidement suivi d'effet. Le 1er convoi de NN norvégiens arrive au camp le 15 juin. Afin de les différencier des autres détenus du camp, en plus des distinctions habituelles (matricule et triangle), on ajoute les lettres "NN" sur leurs vêtements, bariolés également de couleurs vives, ce qui les rend particulièrement visibles et vulnérables face à la brutalité des kapos et des gardiens SS.
En juillet, les premiers NN français arrivent à Natzweiler en trois convois, les 9, 12 et 15 juillet,,. Ces arrivées, contraire à l'ordre du 7 juin, restent assez mystérieuses. Bombardements sur Cologne (prison et tribunal atteints) où les NN français sont jugés, initiative du Sipo-SD... La question reste ouverte. Après ces convois de juillet, la déportation des NN français à Natzweiler ne reprend que le 12 novembre.
Les Français sont accueillis au camp avec une violence inouïe. Avant leur arrivée, Joseph Kramer, commandant du camp, chauffe sa chiourme, présentant les Français comme des membres de la pègre marseillaise. Georges Maradène, déporté du convoi du 9 juillet, témoigne :

« Samedi 10 juillet 1943. […]. Le commandant du camp est là maniant un nerf de bœuf. Un camarade nous traduit ses paroles « que nous sommes les premiers français à entrer dans le camp, qu’il n’y a aucun espoir de s’évader, que les chiens nous retrouverons et que nous serions pendus, que seul le travail existe ici, que nous sommes destinés à mourir, à passer par la cheminée du crématoire, que nous sommes de sales français et qu’il va nous faire voir comment il nous dresse ». […] Ensuite on nous explique ce que nous devons faire : descendre jusqu’au mirador où se trouve de grosses pierres qu’il nous faudra remonter pour aller les déposer à l’intérieur du camp entre les blocs 3 et 5, à la hauteur du mirador. Des SS descendent avec leurs chiens, ceux restés sur la route, dont le commandant, ramassent de grosses pierres et les lancent sur nous. Nous perdons nos mauvaises chaussures sans lacets. […]. Les chiens sont lâchés et se jettent sur nous, mordant jambes et fesses, nos pantalons sont déchirés, la confusion est totale, nous nous bousculons pour éviter les coups et les morsures. Nous tombons, glissons, les pierres roulent sur les derniers. […]. Les plus âgées restent les derniers et sont la proie facile des SS parmi lesquels nous reconnaissons nos matraqueurs d’hier soir. Les Kapos frappent à leur tour avec des manches de pioches, courant dans tous les sens en hurlant. […]. En passant devant Kramer, celui-ci saisi une chaussure et la jette avec force, ouvrant profondément le front d’un camarade dont la figure se couvrit de sang. Des manches de pioches se cassent sur nos échines qu’importe, ils sont remplacés par d’autres matraques, des planches, des bâtons de jalonnage ferrés, rien de semble résister dans les mains des fauves. […]. L’allure se ralentit, les Kapos semblent effrayés par le massacre, les coups sont moins nombreux, ils nous disent à voix basse et en français (où l’ont-ils appris ?) Tombez – tombez – et notre chef de block nous chuchote « tombez sinon ils n’arrêteront pas ». […]. »

Les Français sont soumis aux travaux les plus durs, moins nourris encore que les autres déportés et privés de soins. Sur les 169 Français arrivés en juillet, 59 meurent au camp et seuls 78 d'entre eux survivent à leur déportation.
Les premiers NN néerlandais, conformément à l'ordre du WVHA, arrivent à Natzweiler le 10 juillet.
Les premiers NN belges arrivent le 22 octobre.
Le 24 septembre 1943 et le 20 mai 1944, Himmler renouvelle son ordre (pas toujours respecté) aux commandants des KL de transférer à Natzweiler tous les déportés NN germaniques qu'ils détiennent. Sa volonté ne sera jamais complètement exécutée, la procédure Nuit et brouillard étant abrogée. Elle est remplacée, le 30 juillet, par le décret "Terreur et sabotage". Le ministère de la justice nazi reçoit l'ordre de remettre tous les NN, encore en prison et en attente de jugement, à la Gestapo.
Le dernier convoi de NN arrive au camp le 1er septembre 1944.
De juin 1943 à l'arrivée du dernier convoi Nacht und Nebel au camp, ce sont 2 443 déportés "NN" qui sont passés par le KL-Natzweiler,.
À propos des déportés « Nacht und Nebel », le Dr Goude, rescapé de Natzweiler, témoignera plus tard :

« J'arrivai au camp du Struthof le 19 mai 1944 avec un groupe de sept intellectuels. À notre entrée nous fûmes tout de suite impressionnés par nos frères de misère. Leurs démarches d'automates, la fixité de leurs regards, leur aspect squelettique indescriptible et inégalé ailleurs. J'ai connu beaucoup de camps (Buchenwald, Natzwiller, Wesseling, Dachau, Auschwitz), nulle part je n'ai ressenti de pitié plus douloureuse qu'au Struthof. Ce qui nous intrigua dès l'abord, ce furent d'immenses lettres : N N barbouillées en rouge sur les vêtements… »

« ... C'étaient des hommes complètement retranchés du monde civilisé. Ils ne recevaient ni courrier, ni colis, ni nouvelles extérieures. C'était l'abrutissement complet, le travail forcené, la furieuse brutalité des kapos et des chefs de blocks. Les détenus ne bénéficiaient pas des cinq heures effectives de sommeil ; la vermine se chargeait de les troubler. Le repos dominical de l'après-midi était supprimé. Mais, en revanche, la schlague toute la journée — les chiens constamment sur les talons — la hantise de la moindre défaillance, la pitance diminuée, l'absence totale, au début, de soins médicaux, les redoutables expériences, dites scientifiques, les greffes humaines et les chambres à gaz. »

Inversement, de l'intérieur du camp, l'Autrichien Franz Kozlik (matricule 980), décrit ainsi l'étonnement des déportés lorsqu’arrive au camp, le 9 juillet 1943, le premier transport de NN Franzosen (Français Nacht und Nebel), déportés politiques, porteurs du triangle rouge :

« Ces Français Nacht und Nebel, c'étaient des prêtres portant la soutane, des officiers supérieurs, c'étaient, comme on le sut plus tard, des médecins, des ouvriers, des paysans. Presque sans exception des Français de la Résistance. Généralement chargés de bagages de bonne apparence. »

Puis, après avoir quelque temps observé ces prisonniers d'un nouveau genre, Kozlik ajoute :

« Il est presque incroyable [de constater] de quelles réserves de forces l'être humain dispose. [...] Car la tenue de ces Français, la manière dont ils serraient les dents, le courage avec lequel ils se chargeaient de travaux impossibles à exécuter, la discipline avec laquelle ils sortaient par le portail, tous en rang, le corps redressé, le visage décomposé, d'une pâleur mortelle, enflé et ensanglanté, mais tenant droit la tête dans un effort farouche, émurent même le plus endurci des internés, qui ne pouvait cacher son admiration. »

## Détenus notoires
Ont été déportés au KL Natzweiler :

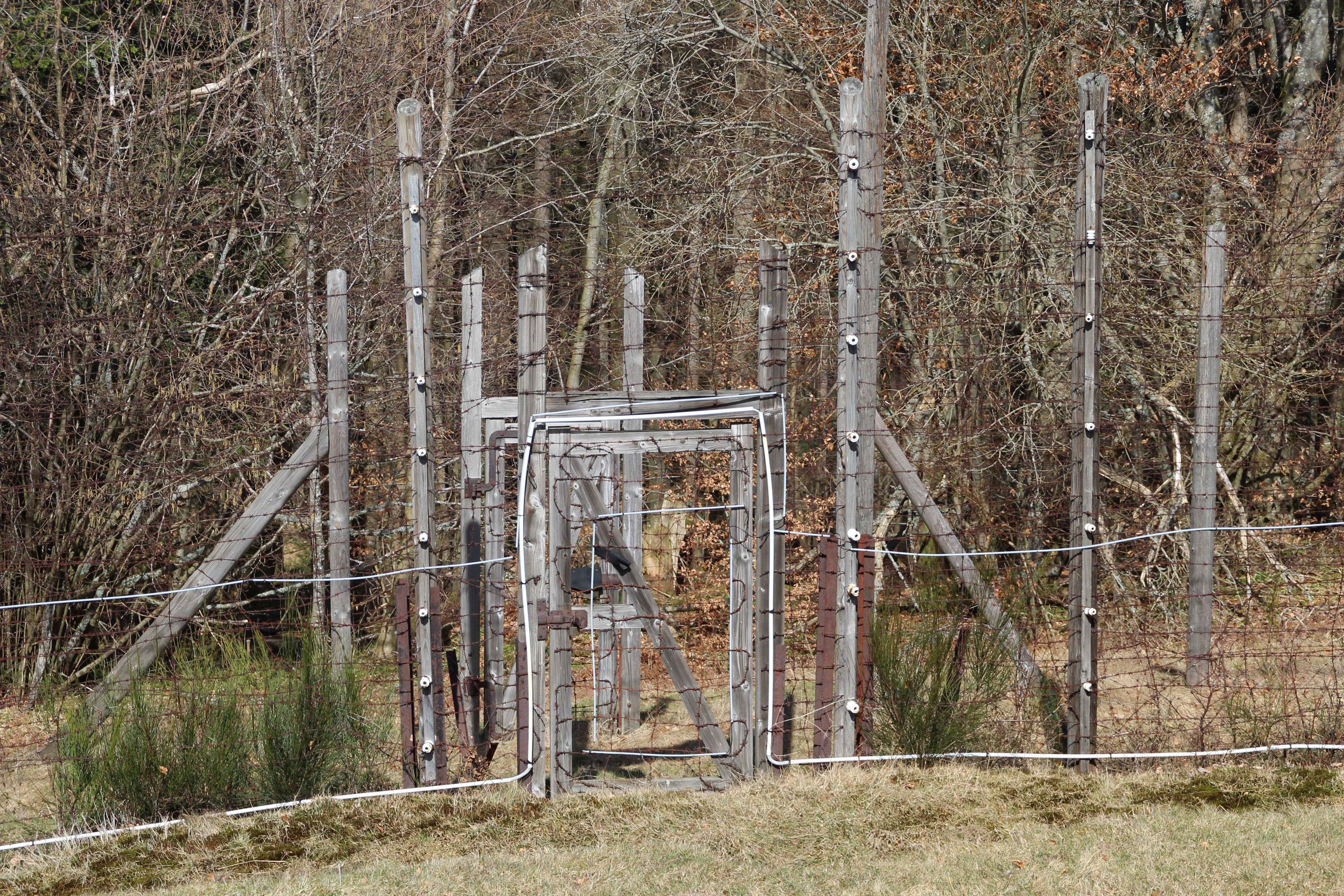
Porte d’accès au chemin de ronde.

- le général Aubert Frère, fondateur de l'Organisation de résistance de l'Armée, mort d'épuisement le 13 juin 1944 ;
- le général Paul Jouffrault chef d'État-major de l'Armée secrète en Zone Sud, mort le 5 juin 1944 ;
- le colonel Émile Schwarzfeld, chef du mouvement de résistance lyonnais France d'abord, mort d'épuisement le 29 juin 1944, dans le camp annexe de Cochem, à Bruttig ;
- le colonel René Lisbonne, résistant français de confession juive et membre du réseau Marco-Polo, mort le 28 juillet 1943 ;
- le capitaine Guillaume d'Ussel, membre de l'Armée secrète, mort le 27 novembre 1944 dans le camp annexe de Neckargerach ;
- le lieutenant Gaëtan Vidiani, résistant français membre de l'Armée secrète, mort le 25 juillet 1943 ;
- Isidore Thivrier, député SFIO de l'Allier, membre du réseau Marco-Polo, interné le 14 avril 1944, mort le 5 mai 1944 ;
- Jacques Degrandcourt, résistant français fondateur du groupe Melpomène, mort d'épuisement le 15 février 1945 dans le camp annexe de Vaihingen ;
- Denis Paret, responsable départemental pour la Loire du mouvement de résistance Combat, y meurt le 29 avril 1944 ;
- René Renard, résistant français membre des FTP, mort le 26 juillet 1943 ;
- Trygve Bratteli, résistant norvégien, libéré du camp annexe de Vahingen le 5 avril 1945 par les troupes alliées, par la suite Premier Ministre de la Norvège de 1971 à 1972, puis de 1973 à 1976 ;
- Asbjørn Halvorsen, joueur de football norvégien, libéré également du camp annexe de Vaihingen en 1945 ;
- Jean Michel Caubo, résistant néerlandais, transféré au camp-annexe de Dautmergen, mort d'épuisement le 13 février 1945 ;
- Jacques Barrau, botaniste et anthropologue français, déporté au camp de Dachau, puis à Neckarelz, annexe de Natzweiler, libéré le 4 avril 1945 à Osterburken ;
- Aron Skrobek, syndicaliste, de confession juive et membre de la Main-d’œuvre immigrée (MOI), mort le 21 juillet 1943 ;
- Auguste Bonal, industriel, membre de la France libre, déporté à Natzweiler le 23 août 1944, transféré ensuite au camp-annexe de Schömberg, abattu avec trois autres camarades par des nazis en retraite le 23 avril 1945 ;
- Léo Cohn, membre dirigeant des Éclaireurs Israélites de France, déporté à Auschwitz le 31 juillet 1944, transféré à Echterdingen, camp annexe du Struthof-Natzweiler, mort d'épuisement le 28 décembre 1944

Ont été internés au camp-souche avant d'être évacués en 1944 vers d'autres camps :
- le général Charles Delestraint, chef de l'Armée secrète, transféré ensuite à Dachau, exécuté le 19 avril 1945, compagnon de la Libération[51] ;
- le général Jean Gilliot, membre fondateur de l'Armée secrète, transféré à la prison de Brieg en Silésie ;
- le colonel Émile Bonotaux, membre de l'Organisation de résistance de l'Armée (ORA), transféré à Dachau, mort du typhus le 14 février 1945 ;
- Joseph Gastaldo et André Lassagne, membres de l'Armée secrète, déportés au Natzweiler après leur arrestation (à Paris le 9 juin 1943 pour le premier et à Caluire en compagnie de Jean Moulin le 21 juin 1943 pour le second), par la suite transférés à la prison de Brieg en Silésie puis au camp de Gross-Rosen ;
- Robert Krieps, résistant, homme politique luxembourgeois, déporté à Natzweiler le 26 janvier 1943, avant d'être transféré au camp de Dachau ;
- Gabriel Piguet, évêque de Clermont-Ferrand (seul prélat français à avoir été déporté), transféré ensuite au camp de Dachau ;
- le Prince François-Xavier de Bourbon-Parme, résistant, chef de la communion carliste, oncle du roi Boris III de Bulgarie, de l'archiduc héritier Otto de Habsbourg-Lorraine et du grand-duc héritier Jean de Luxembourg, transféré ensuite au camp Dachau ;
- Léon Boutbien, futur député SFIO de l'Indre, transféré ensuite au camp de Dachau ;
- Joël Le Tac, futur député de la Seine puis de Paris, transféré également au camp de Dachau, compagnon de la Libération[52] ;
- Max Heilbronn, créateur des magasins Monoprix et résistant français de confession juive, interné en 1944 avant d'être transféré à Allach, camp annexe de Dachau ;
- Robert Keller, résistant français et principal instigateur de la Source K, interné le 11 juillet 1943 et transféré au camp d'Oranienbourg-Sachenhausen puis de Bergen-Belsen, mort le 14 avril 1945 ;
- Henri Gayot, résistant français du réseau Honneur et Patrie, interné le 6 avril 1944 puis transféré au camp de Dachau en septembre 1944, dessinateur de formation, auteur de gravures réalisés après guerre relatant le quotidien des déportés au camp-souche[53] ;
- Jacques Songy, résistant français du groupe Melpomène, transféré à Dachau en septembre 1944 ;
- Raymond Brulé, résistant français, membre du Front National, transféré au camp de Gross-Rosen, mort le 17 novembre 1944 ;
- Régis Messac, écrivain français, membre du Front National, transféré au camp de Gross-Rosen, probablement mort en 1945 durant les marches de la mort ;
- Georges Lapierre, instituteur, créateur de la Jeunesse au plein air, secrétaire général du Syndicat national des instituteurs clandestin, membre du réseau Libération-Nord, transféré au camp de Dachau, mort du typhus le 4 février 1945 ;
- Roger Linet, syndicaliste membre des FTP, transféré au camp de Dachau d'où il est libéré par les troupes alliées le 29 avril 1945 ;
- Gilbert May, résistant français du mouvement Libération-Sud, transféré à Augsbourg (dans un kommando de Dachau), un des rares juifs alsaciens à avoir été déporté au Natzweiler ;
- François Faure, résistant français membre de la Confrérie Notre-Dame, transféré à Dachau d'où il est rapatrié le 15 mai 1945, fondateur en 1950 de l'Amicale des déportés de Natzweiler-Struthof, compagnon de la Libération[54] ;
- Albert Guérisse, résistant belge, déporté de Mauthausen à Natzweiler sous son nom de code Pat O'Leary, transféré à Dachau d'où il est libéré par les troupes alliées le 29 avril 1945 ;
- Boris Pahor, écrivain slovène, transféré par la suite à Dachau ;
- Tadeusz Borowski, écrivain polonais, transféré par la suite au camp de Dachau
- Bob Sheppard, agent secret britannique ;
- Brian Stonehouse, peintre et agent secret britannique, transféré au camp de Dachau ;
- Henri Chas, chef de l'Armée secrète de Haute-Loire puis des Corps francs de la Libération de la région R5, transféré au camp de Dachau, compagnon de la Libération[55] ;
- Charles Serre, chef national du Mouvement Résistance, déporté le 2 juillet 1944 au camp de Dachau, transféré le 24 juillet à Neckargerach, camp annexe de Natzweiler, compagnon de la Libération[56] ;
- Gaston Quitaud, responsable départemental pour la Loire du mouvement de résistance Franc-Tireur, transféré au camp de Dachau où il meurt le 16 mai 1945 ;
- Paul Teitgen, juriste et haut fonctionnaire, déporté à Natzweiler le 19 août 1944 ;
- André Verchuren, artiste français, déporté le 2 juillet 1944 au camp de Dachau, transféré le 24 août 1944 à Neckarelz, camp annexe de Natzweiler ;
- Pierre Ségelle, homme politique, maire d'Orléans, député du Loiret, ministre de la Quatrième République, déporté le 2 juillet 1944 à Dachau, transféré le 22 juillet à Neckarelz puis Kochem, camps annexes de Natzweiler ;
- Robert Olleris, général français, déporté à Natzweiler le 4 mai 1944 ;
- Jean Medina alias josé Martinez, républicain espagnol, membre des FFI, transféré au camp de Dachau d'où il est rapatrié en avril 1945[57] ;
- Jean Villeret, résistant membre des FTP, transféré au camp de Dachau d'où il est libéré le 29 avril 1945.

## Les gardiens

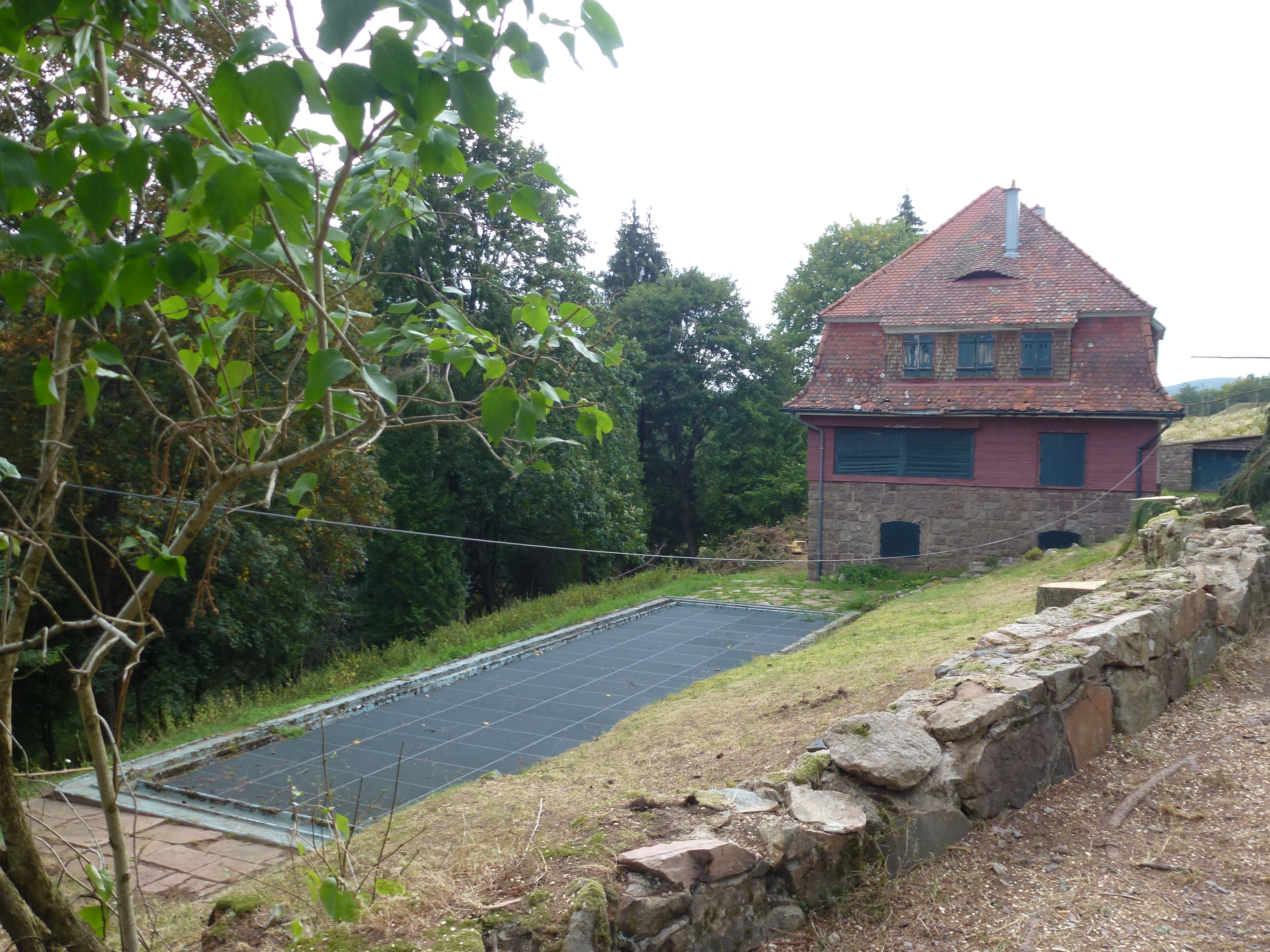
La villa du Struthof et sa piscine, siège de la Kommandantur du KL Natzweiler de 1941 à 1944.

Les premiers SS arrivent sur le site courant avril 1941. Ils prennent leurs quartiers dans l'auberge du Struthof et dans la villa située à moins de 100 mètres du futur camp. Ils y installent la Kommandantur. Le 28 avril, Hans Hüttig, le premier commandant, rédige le Kommandantur-Befehl (ordonnance) No 1. Il y annonce l'ouverture officielle du camp le 1er mai. Une partie des SS qui escortent les convois des 21 et 23 mai va constituer la compagnie de garde. La garnison va s'établir progressivement à 80 hommes pour la Kommandantur et à 150 hommes pour la compagnie de garde (1/SS-Totenkopfsturmbann). Avec le développement des camps annexes, de nouvelles compagnies de garde sont créées. En septembre 1944, Natzweiler en compte 11. Alors que le camp principal est en train de disparaître, l'état des effectifs, du 14 octobre 1944, mentionne 1 676 personnels dont 21 femmes (gardiennes ou auxiliaires radio). Ce ne sont pas tous des membres de la SS. À partir de l'été 1944, de nombreux soldats de la Wehrmacht (Heer et Luftwaffe), pour beaucoup inaptes au combat, sont affectés à Natzweiler. Entre 1941 et 1945, au moins 2 200 hommes et femmes  ont servi à Natzweiler et dans ses annexes. Plus de 800 provenaient de la Wehrmacht.
Cinq commandants se succèdent à la tête du KL Natzweiler : Hans Hüttig (1941-1942), Joseph Kramer (interim), Egon Zill (1942), Joseph Kramer (1942-1944), Fritz Hartjenstein (1944-1945) et Heinrich Schwarz (1945). Ce dernier ne dirigera que les camps annexes de la rive droite du Rhin.

## Les exécutions massives et crimes de guerre

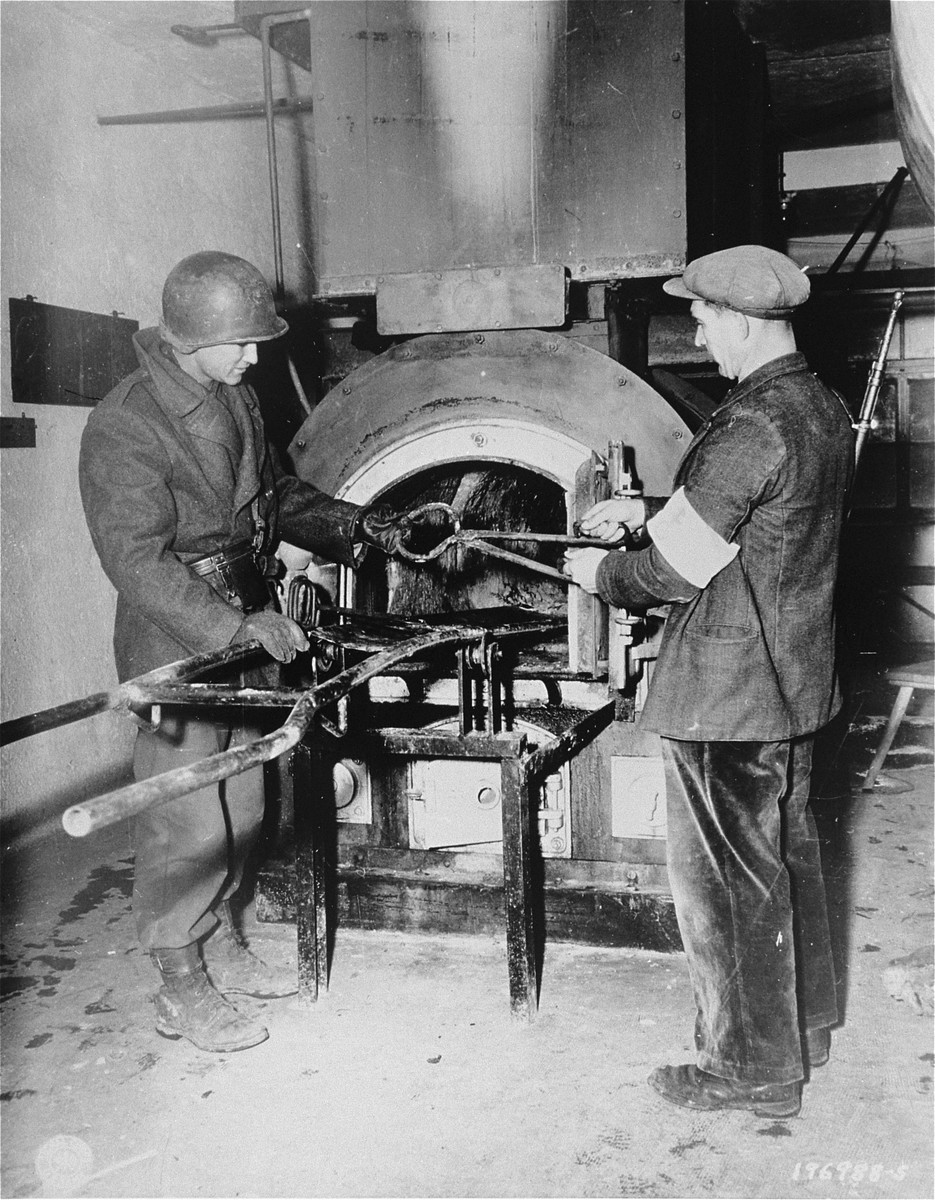
Le four crématoire du camp, 1944.

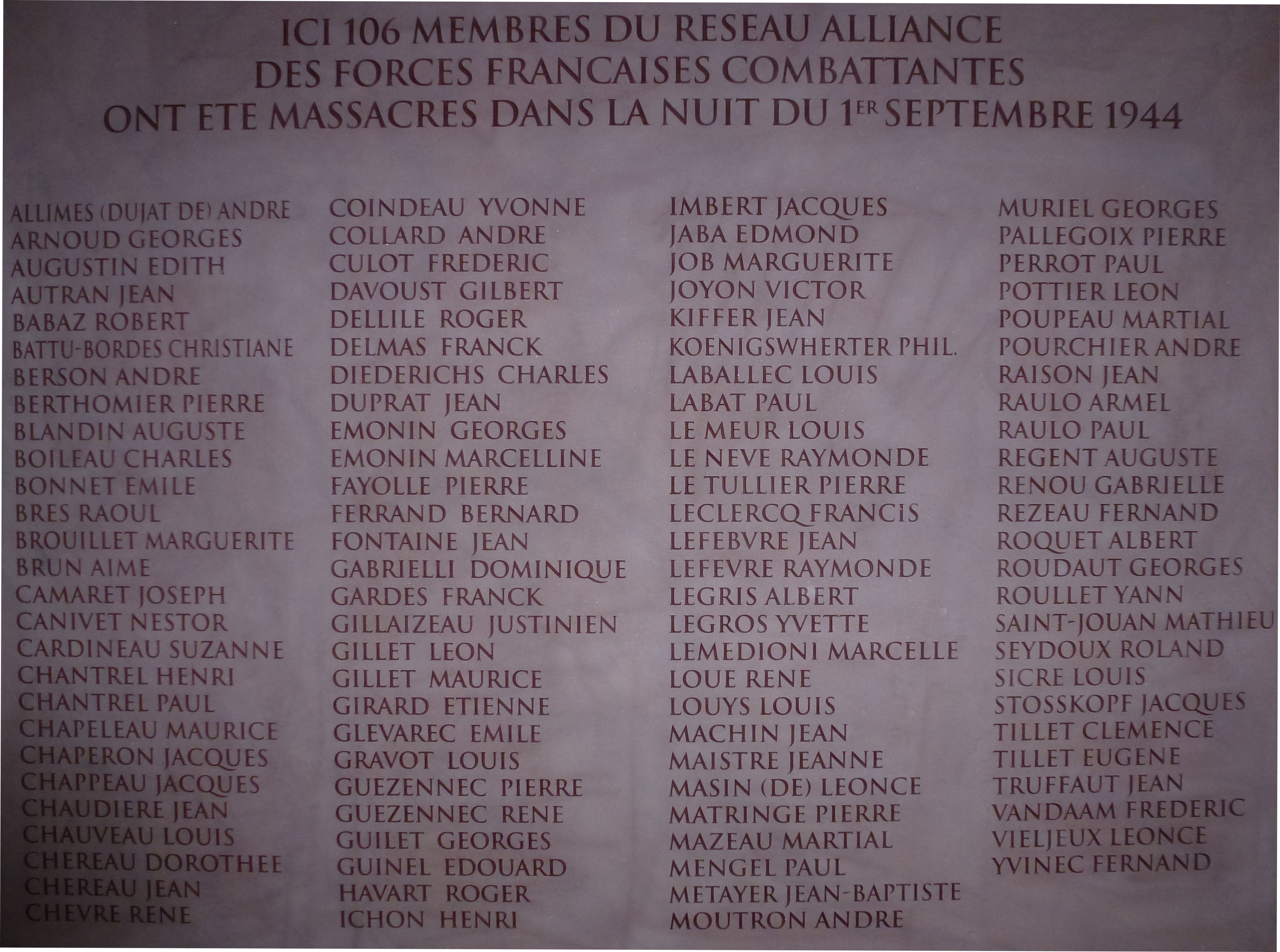
Plaque à la mémoire des membres du réseau Alliance, assassinés dans la nuit du 1er au 2 septembre 1944 au KL Natzweiler.

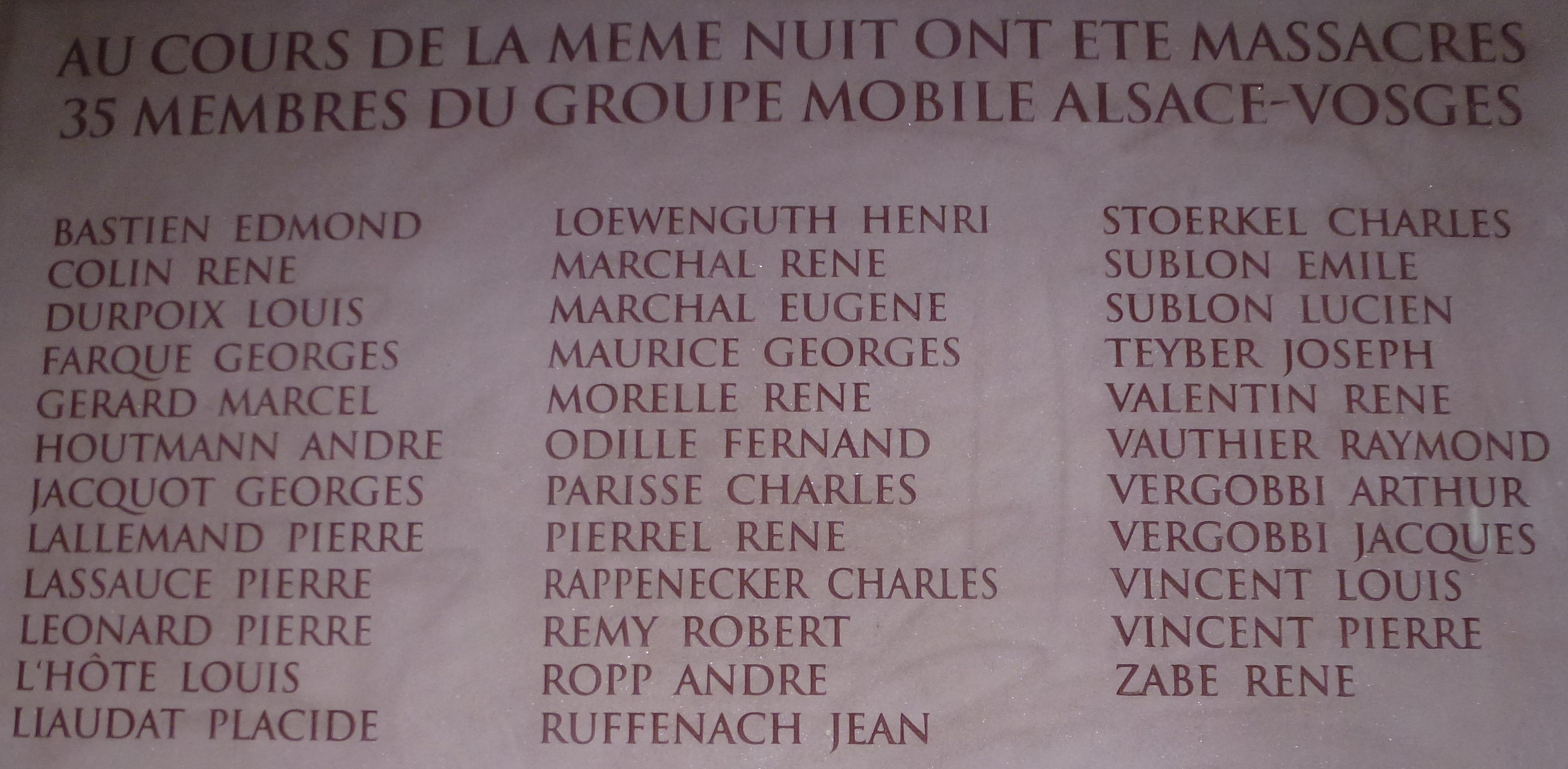
Plaque à la mémoire des résistants du GMA-Vosges, assassinés dans la nuit du 1er au 2 septembre 1944 au KL Natzweiler.

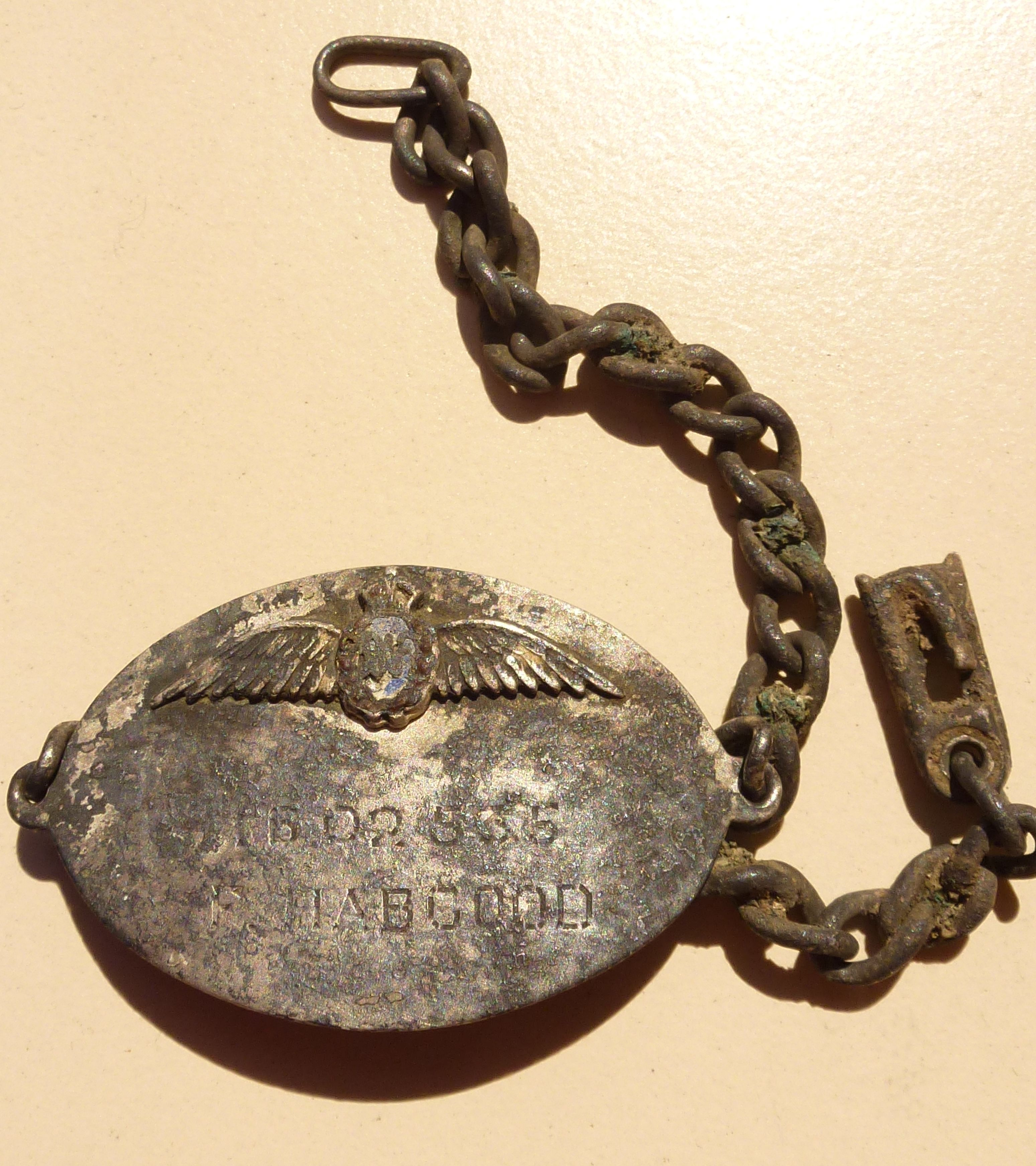
Plaque d'identité du sergent Frederick Habgood, découverte dans la fosse aux cendres du KL Natzweiler en août 2018.

À partir de 1942, le camp a servi de lieu d'exécution pour de nombreux résistants et prisonniers de guerre issus de la majeure partie des pays occupés par l'Allemagne nazie et condamnés par les juridictions nazies. Le déporté Aimé Spitz témoigne : 
Les exécutions de ce type ne sont en effet la majeure partie du temps pas répertoriées dans les registres du camp, ce qui rend difficile, voire impossible, le comptage rigoureux et l'identification des victimes.
Peuvent néanmoins être mentionnés les faits suivants :
- les 17 et 24 février 1943, quatorze jeunes gens originaires de Ballersdorf dans le Haut-Rhin sont fusillés à la carrière pour avoir refusé leur incorporation de force dans la Wehrmacht et tenté de quitter la zone annexée[67] ;

- Immatriculés au camp le 18 mai 1944, huit Luxembourgeois et trois Français, résistants du réseau F-16,9, sont fusillés le lendemain à la sablière du camp.
- Quatre femmes, deux Britanniques et deux Françaises, agents du Special Operations Executive, un service secret britannique, sont exécutées par injection le 6 juillet 1944. Une plaque commémorative apposée dans le block crématoire rappelle leurs noms : Diana Rowden, Vera Leigh, Andrée Borrel et Sonia Olschanezky ;
- deux officiers de la RAF ayant pris part à la Grande Évasion du Stalag Luft III, Dennis H. Cochran et Tony Hayter sont exécutés à proximité du Struthof respectivement les 31 mars et 6 avril 1944 ; leurs corps sont ensuite immédiatement incinérés dans le four crématoire du camp[réf. nécessaire].
- Dans la nuit du 28 au 29 juillet 1944, un avion anglais Lancaster s'écrase au pied du mont Sainte-Odile. Le sergent Frederick Harold Habgood (21 ans) a sauté en parachute de l'avion avant qu'il ne s'écrase et atterrit au Langen Weg, à Ottrott. Il est alors pris en charge par la population pour être remis à la Résistance. Dénoncé à la Gestapo, il est interné, le 30 juillet au  camp de sûreté de Vorbruck-Schirmeck. Le lendemain, il est transféré à Natzweiler où il est pendu. Son corps n'a jamais été retrouvé[68] ; la découverte en 2018 de sa plaque d'identité dans la fosse aux cendres du camp confirme que celui-ci a été incinéré rapidement après son décès[69],[70]. Le 12 septembre 2021, la plaque est remise aux descendants de F. Habgood qui l'ont confiée le 1er décembre, à St Clement Danes, l'église de la RAF[71].
- Antoine Becker, ancien commissaire des Renseignements généraux de Strasbourg, puis commissaire central de police à Marseille sous l'Occupation, est abattu d'une balle dans la nuque lors de son transfert à Natzweiler courant août 1944. Il avait été arrêté le 3 décembre 1943 par la Gestapo en raison de ses activités contre les autonomistes et les agents allemands entre les deux guerres en Alsace. Antoine Becker avait notamment participé à la répression du réseau Karl Roos. Immédiatement après son assassinat, son corps est incinéré dans le four crématoire du camp[72].
- Face à l'avancée des troupes alliées, les SS commencent à massacrer systématiquement certains détenus, particulièrement les résistants français, qui arrivent en grand nombre au camp du 31 août au 2 septembre 1944. Ainsi, dans la nuit du 1er au 2 septembre[73],[74], 106 résistants du réseau Alliance, dont 15 femmes, sont transférés depuis le camp de Schirmeck à Natzweiler, afin d'y être exécutés d'une balle dans la nuque, puis immédiatement incinérés dans le four crématoire[75]. Parmi les membres du réseau Alliance exécutés durant cette nuit, peuvent être cités : le général Paul Labat (également membre du réseau Gallia), Jacques Stosskopf, Léonce Vieljeux  et son neveu Franck Delmas, le lieutenant-colonel Marcel Pourchier (également membre de l'organisation de résistance de l'Armée, l'abbé Bernard Ferrand. Au cours de la même nuit, 35 membres des groupes mobiles d'Alsace-Vosges (GMA-V), capturés par les Allemands à la suite de l'échec de l'opération Loyton, sont également exécutés[76]. En trois jours, 392 prisonniers (92 femmes et 300 hommes)[77] auraient été assassinés au Struthof[78].

## Les «expériences médicales»

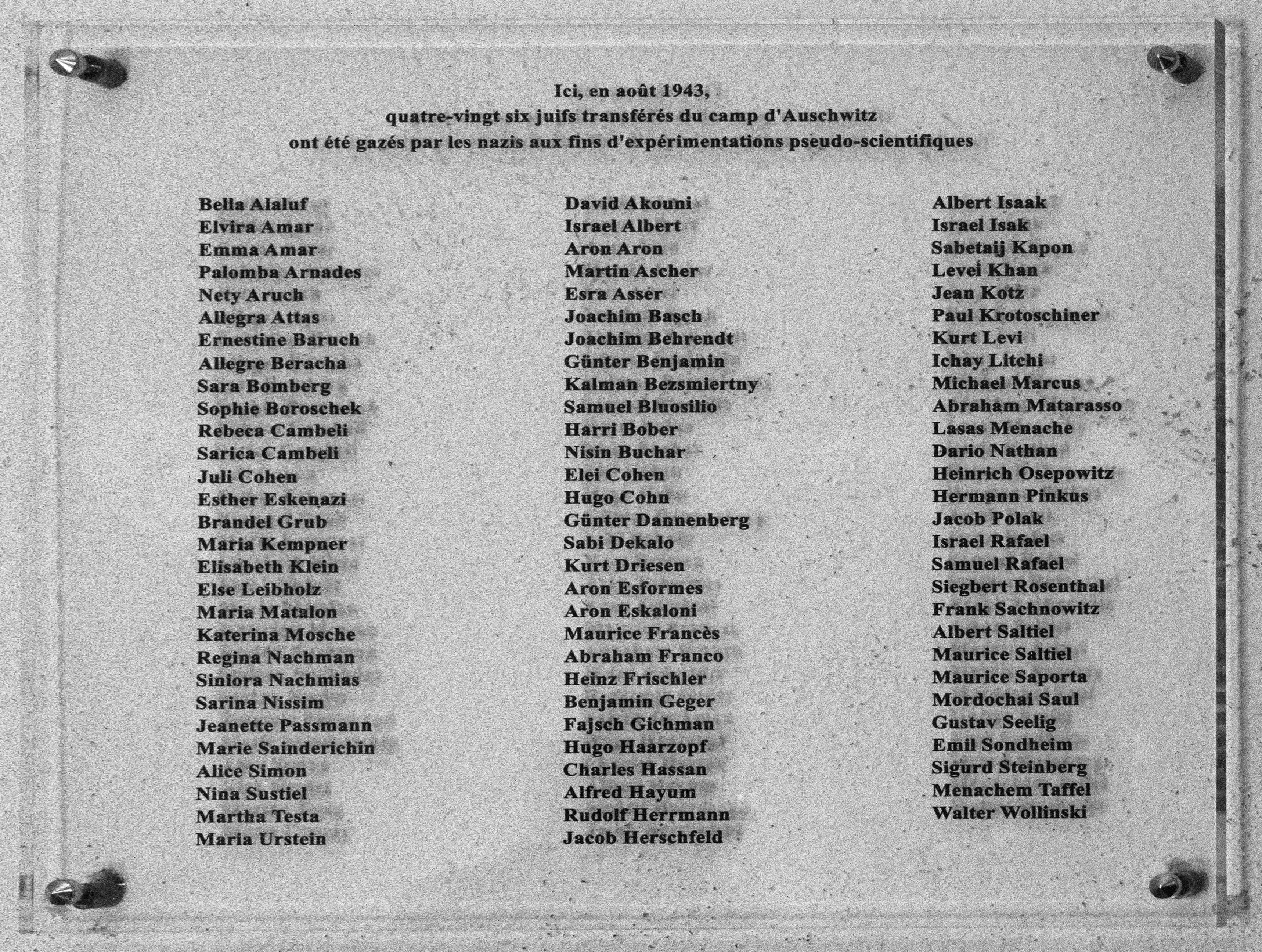
La plaque commémorative rappelant les noms des quatre-vingt-six Juifs gazés par le professeur Hirt en août 1943 pour ses « expériences » pseudo-scientifiques.

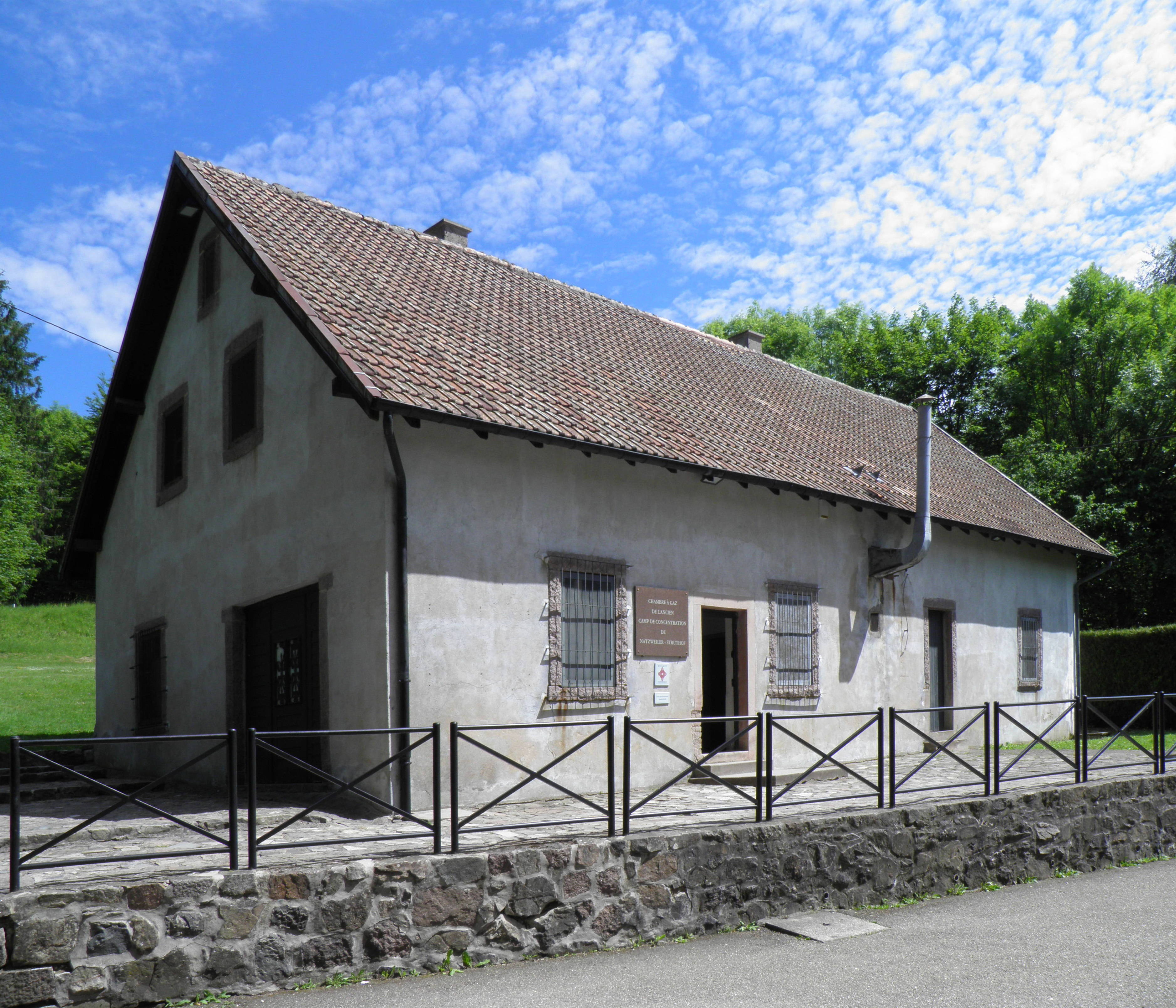
Le bâtiment de la chambre à gaz située à 2 km en contrebas du camp.

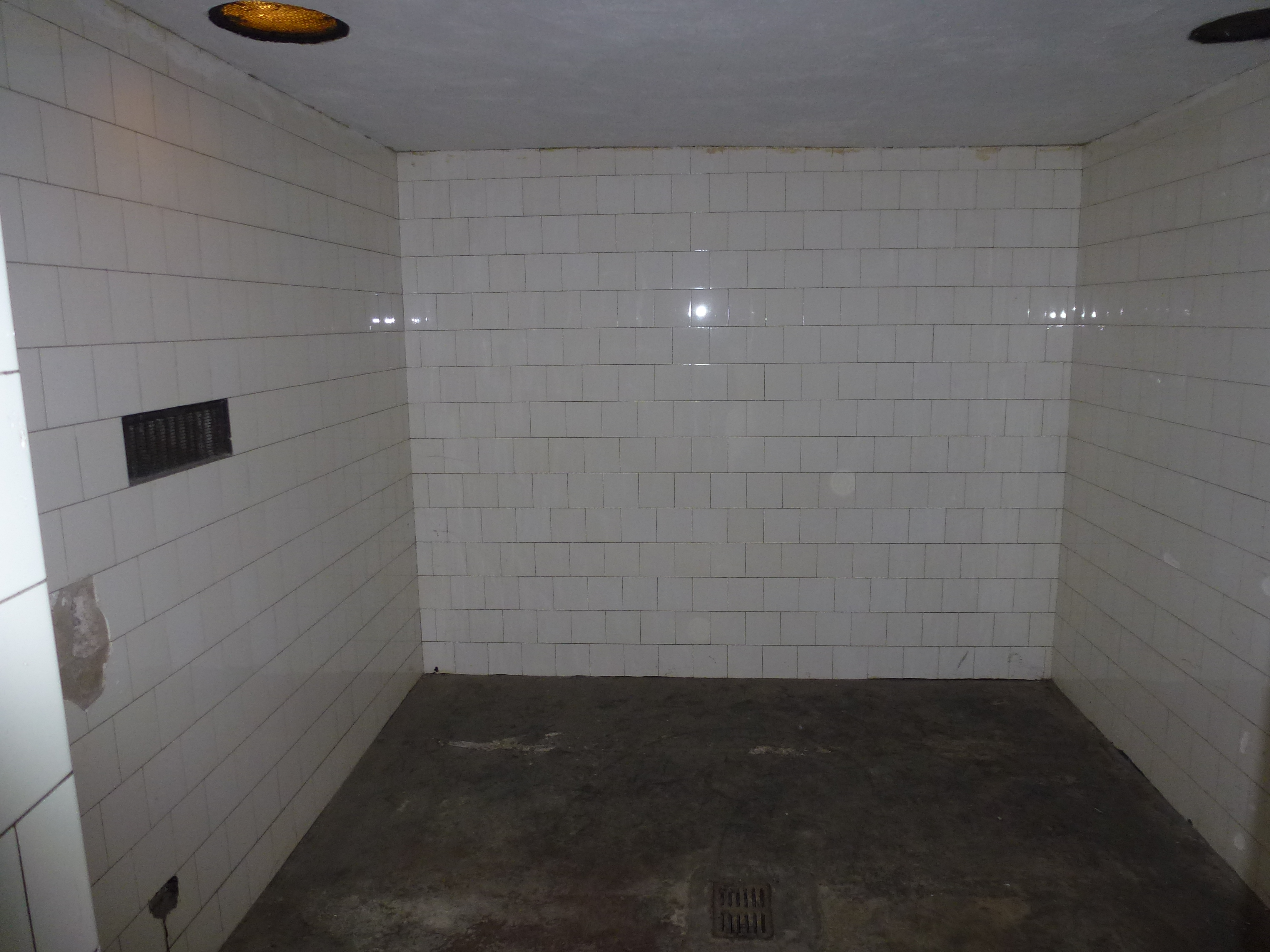
Intérieur de la chambre à gaz.

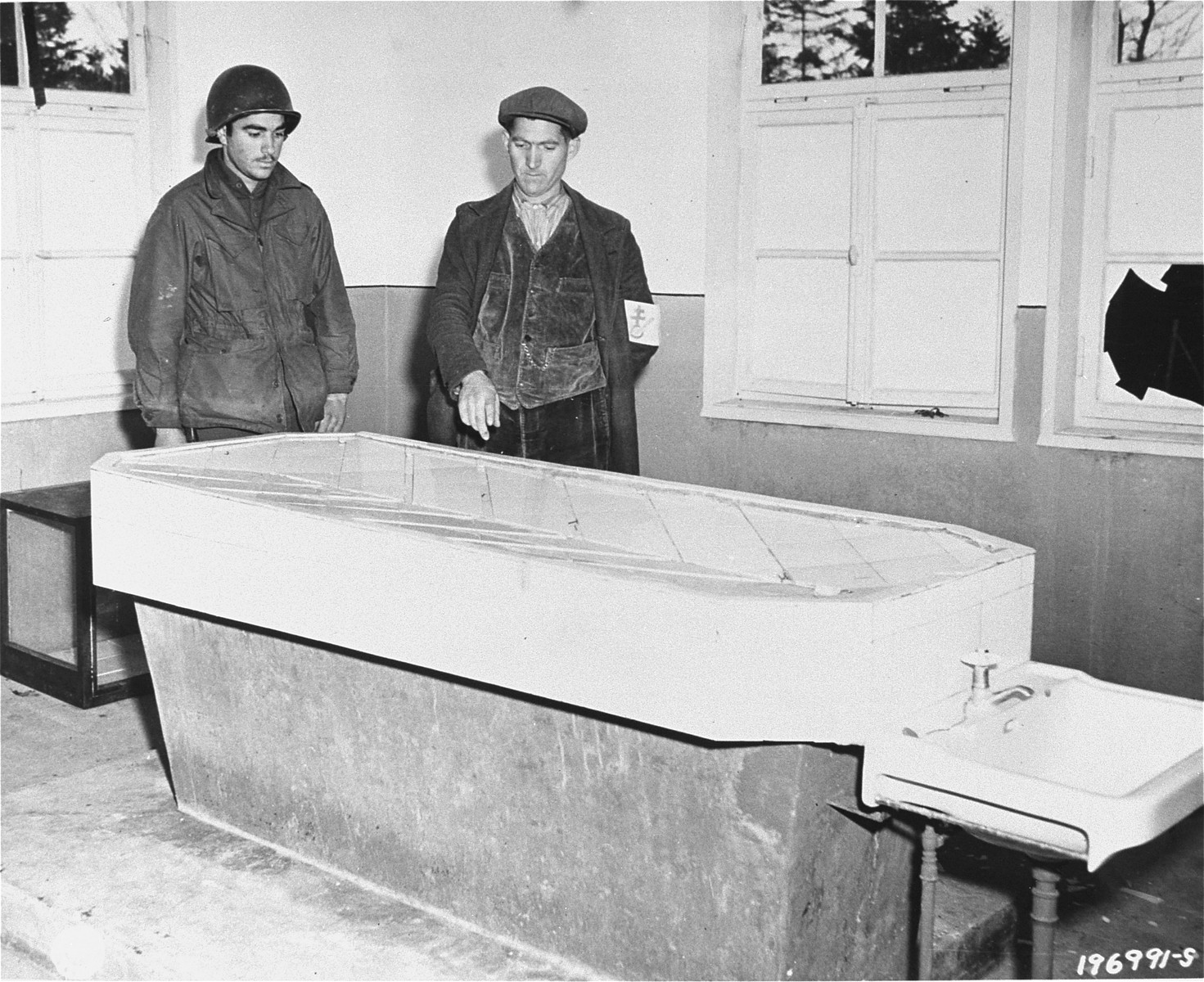
Table d'autopsie du camp.

Dès 1941, des expériences médicales sont menées à Natzweiler.

### Expériences sur les sulfamides
À la fin de l'année, des médicaments à base de sulfamides (Eleudron et Albucid) sont administrés à des détenus atteints de diarrhées et d'affections oculaires. Ces expériences sont menées par l'Hauptsturmführer Hans Eisele, 2e médecin en chef du camp, sous le contrôle de l'IKL.
En novembre 1942, afin de mener des expériences médicales à caractère militaire, la Sonderabteilung H (pour Hirt) de l’Ahnenerbe s'installe dans le camp,. Trois professeurs, exerçant à l'université du Reich de Strasbourg, vont y mener des recherches : l'anatomiste August Hirt, le virologiste Otto Bickenbach et le bactériologiste Eugen Haagen.

### Expériences sur le gaz moutarde
Dès le 25 novembre, Hirt commence ses expériences pour étudier l'efficacité d'un traitement contre les effets du gaz moutarde (ypérite). Les archives de Hirt ayant été détruites par sa secrétaire, il y a peu d'information sur ces expérimentations. Cependant, deux détenus qui travaillaient à la station Ahnenerbe, Ferdinand Holl et Hendryk Nales ont pu témoigner après guerre. Le 19 mai 1948, F. Holl est auditionné par la justice militaire française. Il raconte :

« 30 hommes tous Allemands, condamnés de droit commun, ont été conduits à la station Ahnenerbe. Pendant plusieurs jours, ils ont reçu la même nourriture que les SS et ont absorbé 30 gouttes de Vigan (vitamines). Lorsqu'il eurent repris des forces, on commença les expériences [...]. Sur la face interne des deux poignets, l'officier plaçait une goutte de gaz liquide. Ce gaz avait une terrible action corrosive [...]. Après 10 ou 12 heures, l'épiderme devenait rouge. Des cloques se formaient, semblables à celles occasionnées par une brûlure. Tous les jours, les malades étaient photographiés pour permettre au professeur Hirt de suivre l'évolution de cette expérience. Après trois à quatre jours, on compta quatre morts. Quelques-uns étaient aveugles. »

F. Holl évoque quatre séries d'expériences avant décembre 1943. Elles auraient fait au moins cinq victimes.
À l'automne 1942, une chambre à gaz est aménagée dans une dépendance de l'auberge du Struthof. Les travaux sont achevés le 12 avril 1943.

### Expériences sur le gaz phosgène
En juin et juillet, elle est utilisée par Otto Bickenbach pour tester un traitement (Urotropin) contre les effets du gaz de combat phosgène, sur 23 détenus de droit commun et des Tsiganes. Aucun décès n'est enregistré, mais certaines victimes sont atteintes de troubles pulmonaires. En juillet et août 1944, une nouvelle série de tests est menée sur 16 Tsiganes, avec des doses beaucoup plus importantes de gaz. Quatre d'entre eux meurent.

### La collection anatomique
La chambre à gaz est également utilisée dans le cadre des recherches anatomiques de Hirt. En juillet 1943, 86 Juifs (59 hommes et 27 femmes) sont transférés d'Auschwitz à Natzweiler où ils arrivent le 2 août. Entre le 11 et le 19 août, en quatre groupes, hommes et femmes séparés, ils sont assassinés à l'aide de sels cyanhydriques. C'est le commandant du camp en personne, Josef Kramer, qui se charge des opérations de gazage. Le 26 juillet 1945, alors qu'il est emprisonné à Celle, dans le cadre du procès des gardiens du camp de Bergen-Belsen, il est interrogé par le juge d'instruction militaire français Jadin. Il lui déclare :

« Je me suis rendu à l'institut d'anatomie de Strasbourg où se trouvait Hirt. Ce dernier me déclara qu'il avait eu connaissance d'un convoi d'internés d'Auschwitz pour le Struthof. Il me précisa que ces personnes devaient être exécutées dans la chambre à gaz du Struthof et leurs cadavres devaient être remis à l'institut d'anatomie pour être mis à sa disposition. À la suite de cette conversation, il me remit un flacon de la contenance d'un quart de litre que je crois être des sels cyanhydriques. »

Puis il décrit le premier gazage : 

« J'introduisis, après avoir fermé la porte, une certaine quantité de sels dans un entonnoir placé en dessous et à droite du regard. En même temps, je versais une certaine quantité d'eau qui, ainsi que les sels, tombèrent dans l'excavation située à l'intérieur de la chambre à gaz au bas du regard. »

Une lettre du Dr Simonin, professeur à Faculté de médecine de Strasbourg, en date du 18 aout 1945, indique :

« Il existe dans les cuves de l'institut d'anatomie (hôpital civil) 86 corps ou quartiers de cadavres provenant de déportés politiques originaires du sud-est de l'Europe, qui ont été assassinés en août 1943 sur l'ordre du Professeur Hirth, directeur de l'Institut anatomique de Strasbourg au temps de l'occupation. Ces déportés ont été exécutés dans la chambre à gaz du Struthof. Ces corps, après l'exécution, ont été amenés à l´Institut et conservés dans un bain d'alcool. Sur les 86 suppliciés, il y avait 30 femmes. »

### Expériences sur le typhus
Afin de mener ses expériences pour tester un nouveau vaccin contre le typhus exanthématique, Eugen Haagen se fait remettre 100 Tsiganes « commandés » à Auschwitz et arrivés à Natzweiler le 12 novembre 1943. Haagen estime que l'état de santé de ces hommes est trop déplorable pour mener à bien ses recherches. 28 d'entre eux décèdent d'épuisement avant leur renvoi à Auschwitz le 24 décembre. À la suite des protestations de Haagen, de nouveaux « cobayes » lui sont envoyés. Entre le 8 et le 14 décembre, 89 Tsiganes, toujours en provenance d'Auschwitz, lui sont livrés. Le 24 janvier 1944, ils sont divisés en deux groupes : le premier groupe reçoit le vaccin contre le typhus par scarification ou injection intramusculaire, le second sert de groupe témoin. Il n'y a pas de victimes directes de cette expérimentation. Certains de ces hommes seront également victimes des expériences de Bickenbach.
Après cette série d'expérimentations, une épidémie de typhus se propage dans le camp. Suivant les sources, elle serait due aux expériences de Haagen, selon d'autres à l'arrivée d'un convoi en provenance de Lublin dont les déportés auraient été porteurs de la bactérie. D'autres séries d'expériences sur le typhus auraient été menées à Natzweiler dans le courant de l'année 1944, mais elles ne sont pas suffisamment documentées.

## Le camp après la guerre

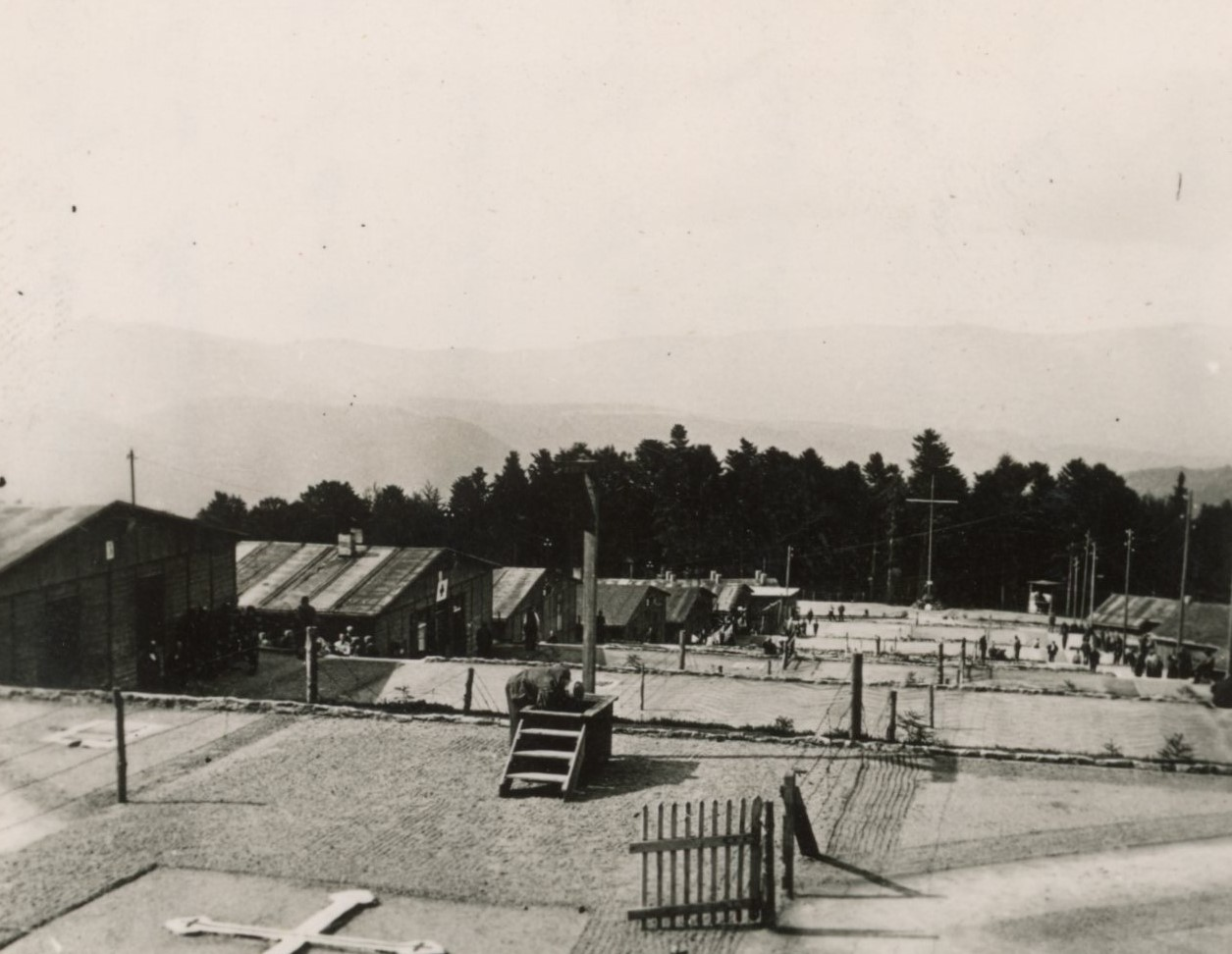
Vue du camp d'internement du Struthof en 1945.

Dès le mois de décembre 1944, le Struthof devient un camp d'internement pour des civils allemands et des Alsaciens suspectés de collaboration pendant l'annexion. L'un des premiers directeurs de ce centre est Jean Eschbach, alias capitaine Rivière, ancien résistant jurassien, l'un des fondateurs du groupe Mobile Alsace (GMA) Vosges. Fin 1945, le camp d'internement est transformé en centre pénitentiaire où sont incarcérés des collaborateurs jugés par la justice française. Environ 2 000 détenus y sont retenus : des anciens de la Légion des volontaires français, de la division Charlemagne, des membres de partis collaborationnistes (Parti populaire français, Rassemblement national populaire, Parti franciste, etc.), des auxiliaires français de la Gestapo mais aussi des fils de dignitaires du régime de Vichy et de collaborateurs. Parmi ces détenus, on peut citer Pierre Sidos, le futur créateur des mouvements d'extrême droite Jeune Nation, Occident et l'Œuvre française.
En 1957, une scène du film Le Bal des maudits avec Marlon Brando, Dean Martin et Montgomery Clift, y est tournée. Certains des figurants étaient d'anciens détenus du camp. Cinq cent figurants sont recrutés à Strasbourg et dans la vallée de la Bruche, un tiers pour jouer les soldats américains, les autres pour jouer les déportés.

## Procès postérieurs à la guerre
Entre le mois de juin 1954 et le mois de mai 1955 se déroule devant les tribunaux militaires de Metz puis de Paris le procès du Struthof, durant lequel sont jugés les principaux responsables SS et des responsables de la hiérarchie interne du camp (Kapo).
Plusieurs autres procès ont lieu après la guerre pour juger d'autres dirigeants du KL Natzweiler et de ses kommandos.
Sont notamment jugés :
- Josef Kramer, commandant SS du camp d'octobre 1942 à mai 1944. Fait prisonnier par les Britanniques au camp de Bergen-Belsen dont il assurait le commandement après avoir quitté Auschwitz. Il est condamné à mort à l'issue du procès des gardiens de Belsen à Lunebourg. Pendu à la prison de Hamelin le 13 décembre 1945[92], il ne sera jamais jugé pour les crimes commis à Natzweiler et à Auschwitz.
- Friedrich Hartjenstein, qui avait pris la direction du KL-Natzweiler après le départ de Josef Kramer ; condamné à mort, il décède d'un cancer à l'hôpital Saint-Jean de Dieu à Paris, le 20 octobre 1954, avant son jugement en appel[93].
- Heinrich Schwarz, dernier commandant du KL Natzweiler (qu'il dirigea de février à avril 1945) ; condamné à mort lors du procès de Rastatt, il est fusillé le 20 mars 1947 dans la forêt de Baden-Oos.
- Hans Hüttig, tout premier commandant du camp (d'avril 1941 à mars 1942). Condamné à la prison à perpétuité à Metz le 2 juillet 1954, il est amnistié en 1956.
- Egon Zill, commandant du camp de mai à septembre 1942. Condamné à la réclusion criminelle à perpétuité par le tribunal de Munich, sa peine a été réduite en appel à 15 ans en 1955.
- Wolfgang Seuss, responsable du camp de détention (Schutzhaftlagerführer). Condamné à mort en France à deux reprises (procès de Metz et Paris), sa peine est commuée en 1959 en travaux forcés à perpétuité. Finalement libéré, il est arrêté dès son retour en Allemagne. Il est jugé et condamné à la prison à perpétuité pour le meurtre, à Dachau, de Kurt Riesenfeld. Libéré en 1970, il meurt en 1979.

Au terme du procès de Rastatt sont condamnés à mort, le 1er février 1947, dix-neuf dirigeants SS et Kapos des kommandos du KL Natzweiler.
Le 20 décembre 1952 s'ouvre devant le Tribunal militaire français de Metz le procès des médecins SS Otto Bickenbach et Eugen Haagen. Le jugement les condamne aux travaux forcés à perpétuité. En 1954, le jugement est cassé. Rejugés par le Tribunal militaire de Lyon, ils sont condamnés à la peine de 20 ans de travaux forcés. Ils sont tous deux libérés en 1955 et retournent en Allemagne. Le professeur August Hirt y est condamné à mort par contumace le 23 décembre 1953 (considéré comme en fuite depuis la fin de la guerre, il s'est en fait suicidé le 2 juin 1945).
Lors du procès de Wuppertal (mai-juin 1946) sont jugés les SS et un Kapo impliqués dans l'assassinat en juillet 1944 à Natzweiler des quatre femmes membres du SOE et du sergent Frederick Habgood. À l'issue du procès seront condamnés à mort puis exécutés :
- Werner Rohde (de), 8e médecin SS du KL Natzweiler
- Peter Straub, chef du block crématoire
- Franz Berg, Kapo du crématoire

## Les transformations du camp après la guerre

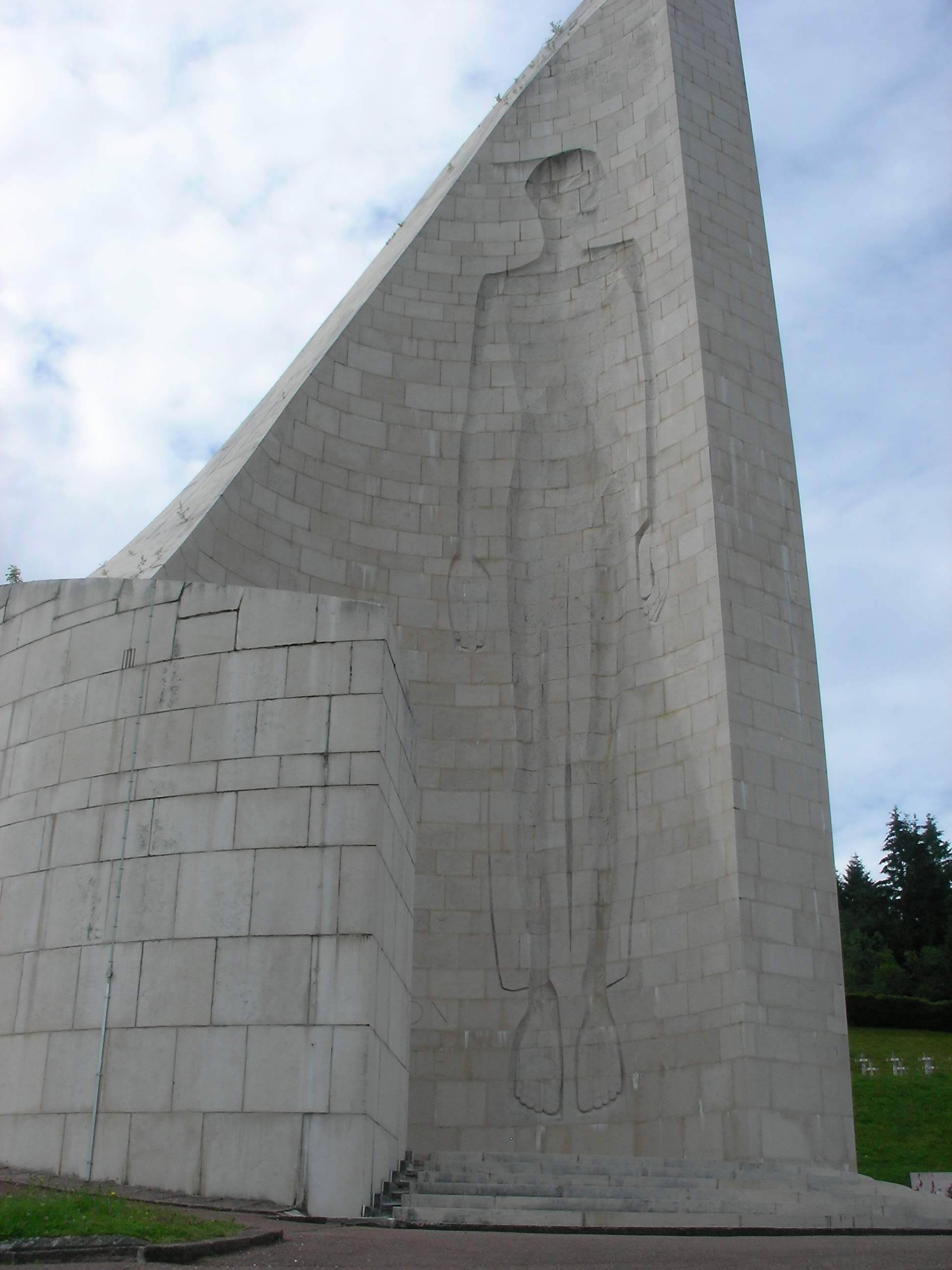
Le Mémorial national aux héros et martyrs de la déportation.
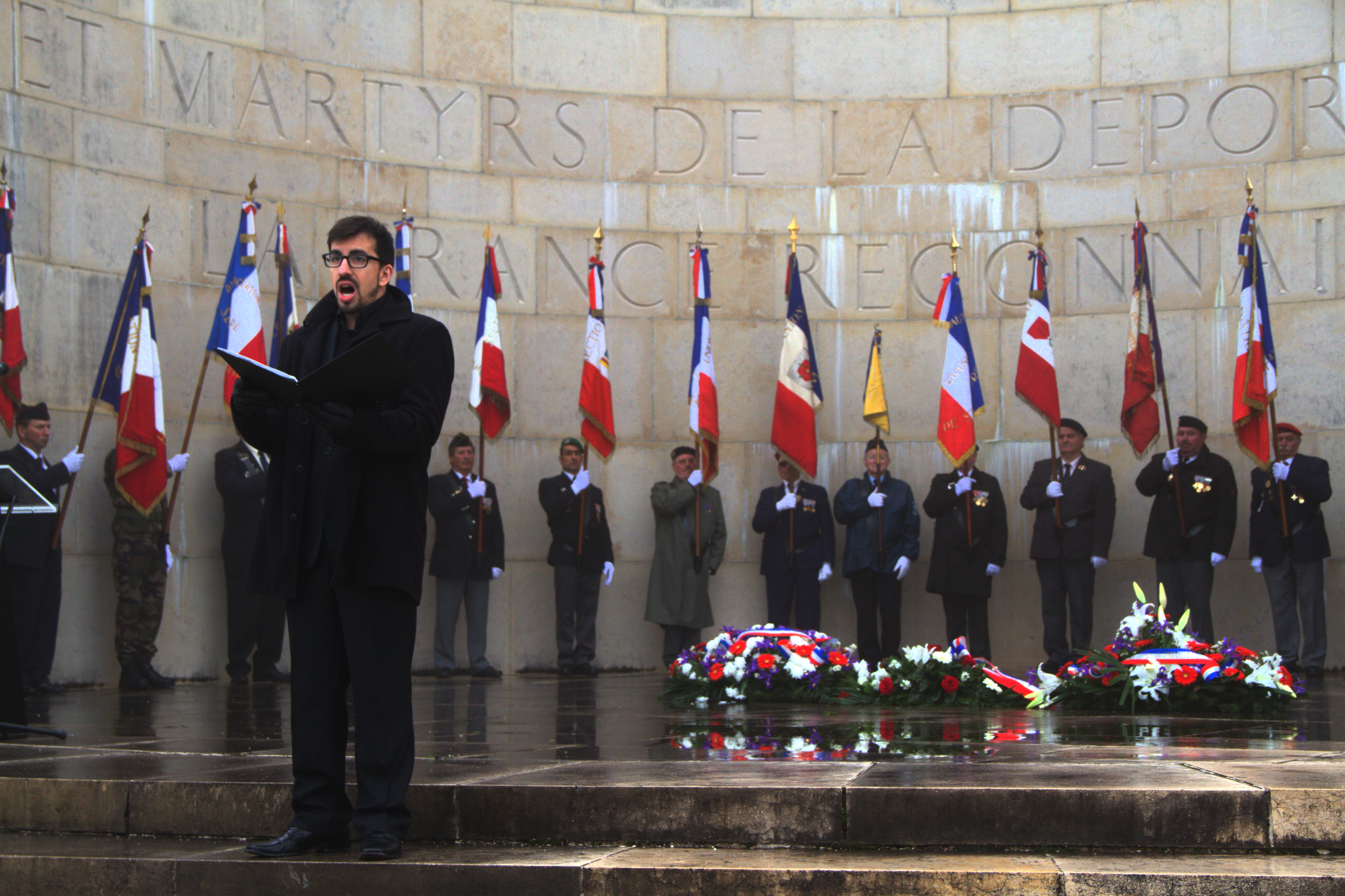
Journée nationale du souvenir de la déportation le 28 avril 2013.
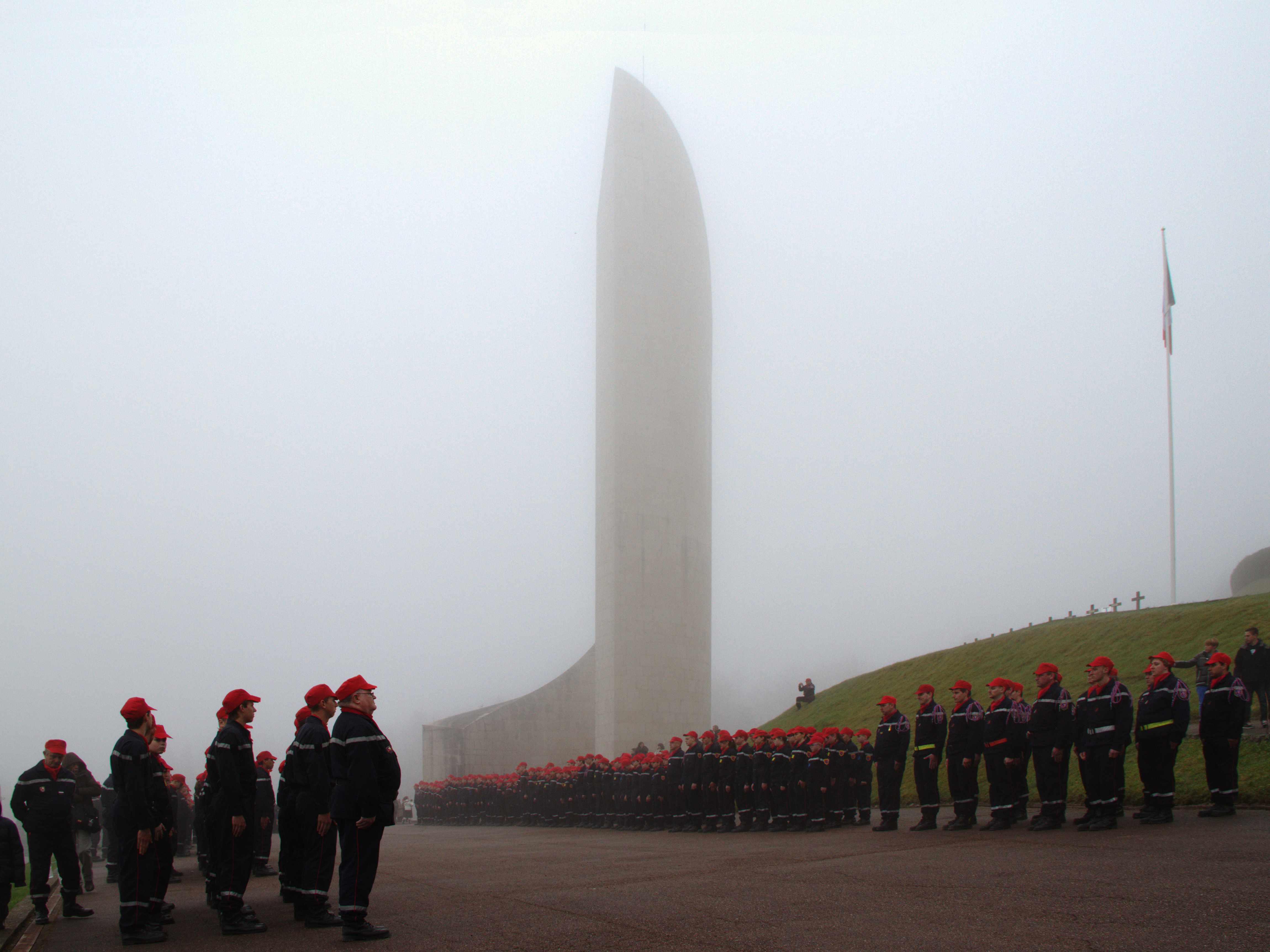
Journée nationale du souvenir de la déportation en présence de jeunes sapeurs-pompiers le 28 avril 2013.

- En 1945, le site devient un centre pénitentiaire du Ministère de la justice, accueillant des détenus suspects de collaboration et des droits communs[95].
- En janvier 1949, le centre pénitentiaire est dissous. En juillet, le gardiennage du camp est confié à l'administration des internés et déportés politiques des camps de Schirmeck et Struthof, dépendant du ministère des anciens combattants et Victimes de guerre.
- Le 29 mars 1954, au cours d'une cérémonie, présidée par le préfet du Bas-Rhin, les baraques en mauvais état sont détruites à l'exception de quatre d'entre elles situées en haut et en bas du site : en haut, la baraque no 1 et la baraque des cuisines ; en bas, la baraque du four crématoire et la baraque du bloc cellulaire.

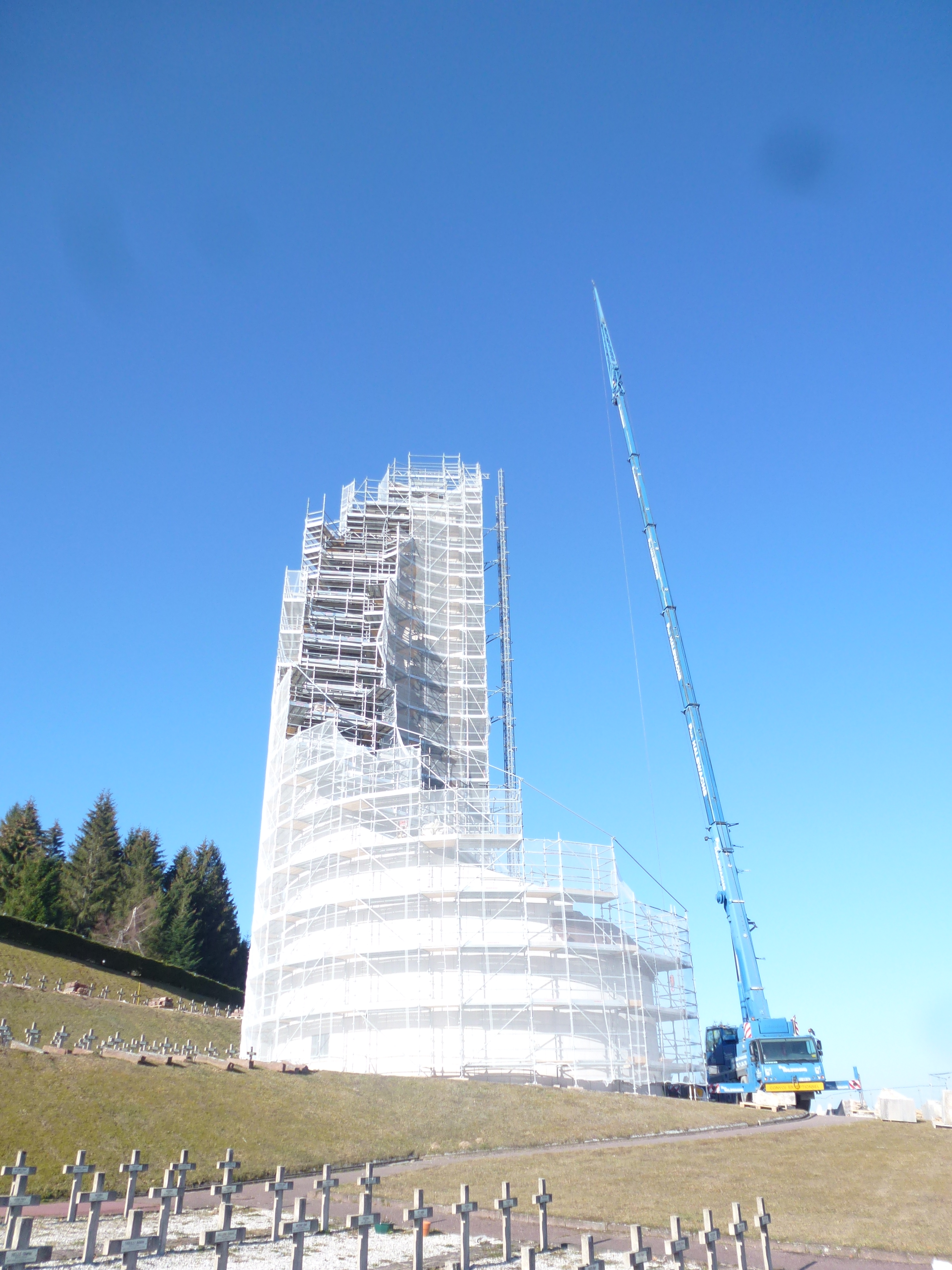
Le Mémorial de la Déportation pendant les travaux de restauration en 2019.

- De mai 1957 à juillet 1959, érection du Mémorial national de la déportation par l'Architecte en chef des monuments historiques Bertrand Monnet et le sculpteur Lucien Fenaux et aménagement de la nécropole nationale du Struthof.
- Le 23 juillet 1960, le Mémorial national de la déportation, ainsi que la nécropole nationale sont inaugurés par le président de la République, Charles de Gaulle.
- Le 3 avril 1962, un déporté inconnu est exhumé de la nécropole du Struthof. Sa dépouille, transférée sur l’Île de la Cité à Paris, devient celle du déporté inconnu du mémorial des martyrs de la déportation, inauguré par le général de Gaulle, le 12 avril.
- Le 27 juin 1965, inauguration du musée de la déportation de Natzweiler, aménagé dans la baraque no 1 par le Ministère des anciens combattants.
- Dans la nuit du 12 au 13 mai 1976, destruction totale du musée par un incendie criminel perpétré par le groupe indépendantiste alsacien Loups Noirs ; une croix de Lorraine est peinte sur un mur, ainsi qu’une inscription : « 27 janvier 1945 ». Les incendiaires voulaient sans doute rappeler que dans ce camp que les 1 100 Alsaciens soupçonnés de collaboration avec l'occupant nazi avaient été enfermés à cette date, donc pendant la libération de l'Alsace[96] mais surtout, que la mémoire des résistants Alsaciens et Lorrains enfermés au camp de sûreté de Vorbruck-Schirmeck, a contrario, n'est pas perpétuée[97]. Le musée est reconstruit à l'identique. Une nouvelle exposition y est inaugurée, le 29 juin 1980 par Valéry Giscard d'Estaing, alors président de la République.
- le 3 novembre 2005, à l'occasion du 60e anniversaire de la libération des camps, le président de la République Jacques Chirac inaugure le Centre européen du résistant déporté et la nouvelle exposition de la baraque musée sur le site de l'ancien camp de concentration de Natzweiler.
- Le 14 décembre 2009, l'ensemble du périmètre de l'ancien KL Natzweiler est inscrit sur l'inventaire supplémentaire des monuments historiques[98].
- Depuis 2014, d'importants travaux de restauration ont été entrepris sur le site du Struthof. Les travaux de restauration des baraques cellulaire et du bunker, du mémorial, de la nécropole sont achevés. Ceux des miradors, de la guérite d'entrée et de la chambre à gaz sont en cours. La restauration de la baraque cuisine est programmée pour 2022[99].
- Depuis 2018, des fouilles archéologiques sont menées autour de l'ancien camp et à la carrière[100],[101].
- En 2022, après 18 mois de travaux de restauration et l'installation d'une muséographie, le bâtiment abritant la chambre à gaz est rouvert au public. Une cérémonie est organisée pour marquer l'évènement le jour du 78e anniversaire de la découverte du camp[102],[103].

## L'histoire, les protections juridiques des sites et la reconnaissance nationale de ces lieux de mémoire
- 31 janvier 1950 : Diverses protections (inscription ou classement) au titre des monuments historiques sont proposées[104]. Le sol de l'ancien camp (partie située à l'intérieur des clôtures actuelles) est classé au titre des monuments historiques[105].
- 7 août 1951 : Le bâtiment de la chambre à gaz est classé monument historique[105].
- 28 février 1955 : L'ensemble de 14,9 hectares, constitué par les carrières situées aux abords du camp est inscrit au titre des sites[106].
- 3 novembre 2011 : divers éléments du camp de concentration sont classés au titre des monuments historiques[105],[107],[108] (entre autres : l'hôtel du Struthof, les enceintes, la Kartoffelkeller, la villa Ehret, le Ravin de la Mort, les blocks encore en place, la sablière, le chemin des Déportés[109]...).

Dominique Toursel-Harster, Jean-Pierre Beck, Guy Bronner, Dictionnaire des monuments historiques d’Alsace, Strasbourg, La Nuée Bleue, 1995, 663 p. (ISBN 978-2-7165-0250-4)Natzwiller, Camp de Struthof pp. 263-264
Archives, protection et valorisation du patrimoine de la nécropole nationale du camp de Natzweiler-Struthof, mai 2013
- 20 mars 2014 : Le site est classé Haut lieu de la mémoire nationale[110].

## Bibliographie

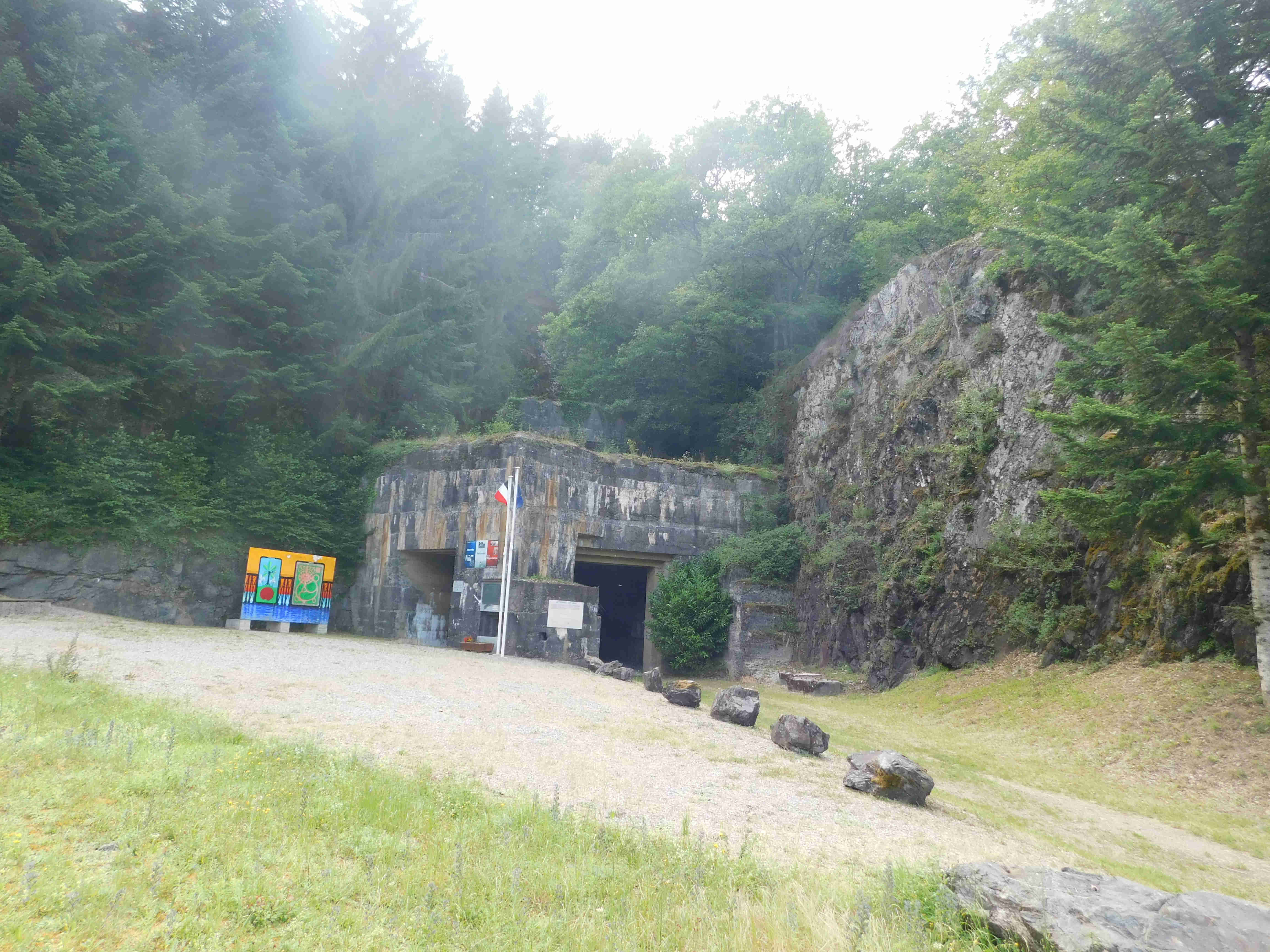
Site d'Urbès (68) connu sous le nom de KL Natzweiler - Block W - Baustelle U, un des 70 camps dépendant de Natzweiller Struthof (67). C'est, à l'origine, un tunnel de 4.5 kilomètres destiné à relier la vallée de St Amarin à Saint Maurice. Il a servi de camp de travail pour la fabrication de pièces de moteurs d'avions pour le compte de Daimler-Benz.

## Films et téléfilms
- Nuit et brouillard, un film d'Alain Resnais. Production : Argos Films - 1956 - durée 32 minutes.
- Rendez-vous avec quelqu'un, un téléfilm de Jean-Paul Carrère - 1970
- Le Struthof - un camp de concentration nazi en Alsace, un film d'Alain Jomy et Monique Seemann, réalisé en partenariat avec France 3 Alsace - 1995 - durée : 52 minutes.
- Le nom des 86, un film de Emmanuel Heyd et Raphael Toledano. Production Dora Films sas - Alsace 20 - Télébocal - Cinaps TV - 2014 - durée : 63 min.
- Struthof, le camp oublié - RMC Découverte - 2018 - durée : 52 minutes[122].
- Struthof, au nom de la race et de la science - Temps Noir - 2013 - durée : 55 minutes[123],[124].
- Judith Voelker, Les procès de Rastatt. Des criminels de guerre devant la justice française / Die Rastatter Prozesse. Kriegsverbrecher vor Gericht, Moving Story Productions/SWR/SR/Arte, 2020[125].
- La Voix du rêve, un documentaire réalisé par Pascal Crépin produit par l'association Mine de Rien en 2020